# Diego Velázquez
|  | Per a altres significats, vegeu «Diego Velázquez de Cuéllar». |

Diego Rodríguez de Silva Velázquez (Sevilla, juny de 1599 – Madrid, 6 d'agost de 1660), o simplement Velázquez, és històricament un dels pintors espanyols més importants i un dels artistes més valorats i influents del món. Va excel·lir en retrats de gran realisme i penetració psicològica, entre d'altres de la família reial, a la qual tenia accés en qualitat de pintor de la cort. També va crear escenes històriques i mitològiques. Visqué a l'anomenat segle d'or espanyol.
Els primers anys, a Sevilla, va desenvolupar un estil naturalista i caravaggista. Als 24 anys va ser nomenat pintor del rei Felip IV i quatre anys més tard va ser ascendit a pintor de cambra, càrrec que va ocupar de per vida. El pintor de cambra era el més important entre els pintors reials: el treball consistia a pintar retrats del rei i de la família reial, i en general quadres destinats a la decoració de les mansions reials.
La presència en l'entorn cortesà li va permetre estudiar la col·lecció reial de pintura. Això i les ensenyances d'un primer viatge a Itàlia, on va conèixer pintura antiga i contemporània, van ser influències determinants per a fer-lo evolucionar cap a un estil més personal, amb una pintura d'una gran lluminositat, de pinzellades ràpides i soltes. A partir del 1631, ja en la maduresa, va pintar grans obres com La rendició de Breda. Durant aquests darrers anys, l'estil se li va tornar més esquemàtic i esbossat, i va assolir un domini extraordinari de la llum. El retrat del papa Innocenci X, pintat durant el segon viatge a Itàlia, inaugura aquest darrer període, que inclou les dues últimes obres mestres: Las Meninas i Les filadores.
El reconeixement universal del seu art va començar a arribar tardanament, a partir de 1850 i especialment entre 1880 i 1920, gràcies a l'atenció dels pintors impressionistes francesos, per als quals Velázquez va ser un referent. Édouard Manet estava meravellat amb la seva pintura i va qualificar Velázquez com el pintor de pintors i el pintor més gran que mai ha existit.

## Biografia

### Família

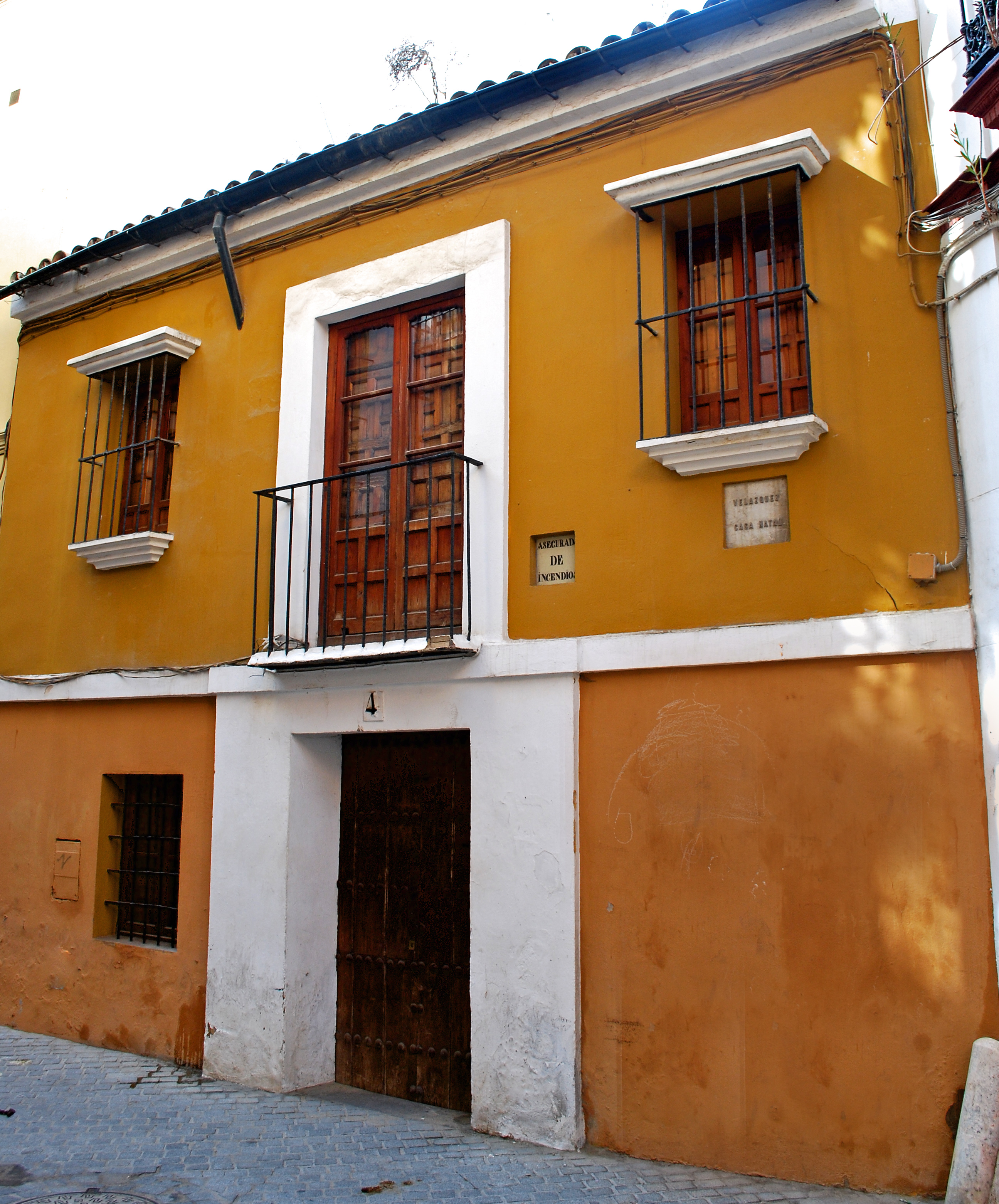
Casa natal de Velázquez a Sevilla

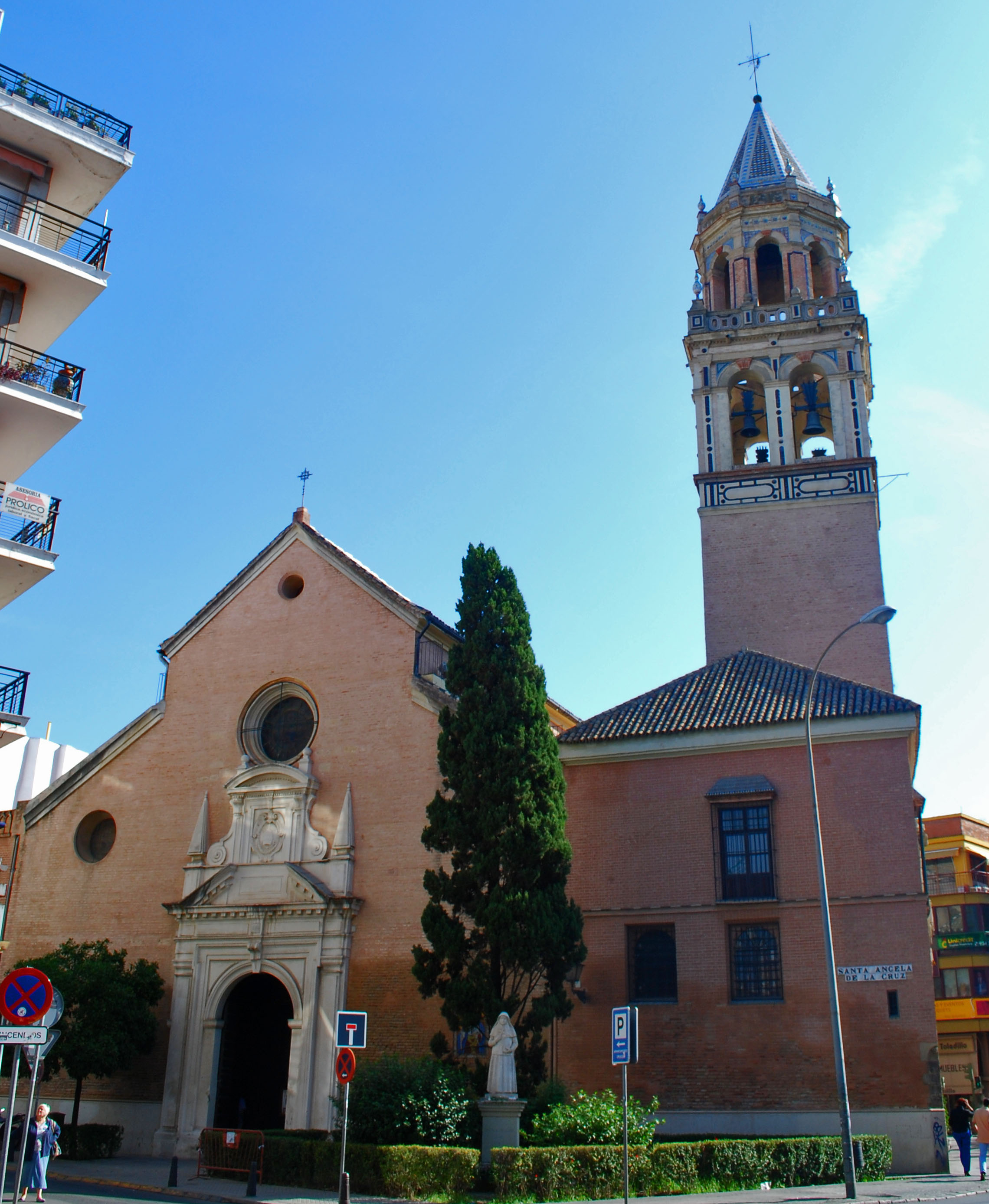
Església de San Pedro on va ser batejat Velázquez

La data de naixement no és coneguda, però se sap que va ser batejat a Sevilla el 6 de juny de 1599 a la parròquia de San Pedro, pel capellà Gregorio de Salazar. El pare, Juan Rodríguez de Silva, era fill de Diogo Rodrigues da Silva i Maria Rodrigues, un matrimoni portuguès d'origen noble, procedent de Porto i establert a Sevilla. La mare, Gerónima Velázquez, era filla de Juan Velázquez de Sevilla i de Catalina de Zayas, tots dos fills de famílies d'hidalgos de Sevilla.
El 23 d'abril de 1618 Velázquez es va casar amb Juana, la filla del seu mestre Francisco Pacheco, a l'església de San Miguel de Sevilla. A la ciutat li van néixer les dues filles: Francisca (1619), que el 1634 es va casar amb el pintor i ajudant de Velázquez Juan Bautista Martínez del Mazo, i Ignacia (1621), que va morir de petita.

### Aprenentatge
Es té notícia que va rebre classes de llatí i filosofia i que va ser educat amb la «llei del temor de Déu». Molt aviat va demostrar habilitats en el dibuix, i no va trobar cap oposició per part del pare, que el va deixar seguir «la seva inclinació». Va poder entrar al taller del pintor Francisco Herrera el Vell, un artista amb un gran prestigi a Sevilla, però amb un caràcter violent, fet que probablement va contribuir a limitar l'estada del jove Velázquez a un any escàs. El 1610 va entrar a l'escola de pintura de Francisco Pacheco. Aquest artista impartia el seu mestratge amb rectitud, però concedia al jove alumne una certa llibertat creadora. Es conserva el contracte signat entre el pare de Velázquez i Pacheco, redactat el setembre de 1611, quan l'aprenent portava quasi un any amb el mestre. El document recull que Pacheco havia d'ensenyar-li el seu art al jove Velázquez, donar-li casa, menjar, beguda, vestit i calçat; a canvi, Diego havia de moldre els colors, escalfar les coles, armar bastidors i tesar-los, entre altres obligacions.
Francisco Pacheco (1564-1644) és més conegut per haver estat el mestre de Velázquez i pels seus escrits que no pas per la seva obra pictòrica. En aquest sentit, va ser un seguidor dels models de Rafael i Miquel Àngel, interpretats de forma dura i seca. Va ser millor dibuixant, autor d'excel·lents retrats al llapis. Així i tot, va saber dirigir el deixeble sense limitar-lo, va donar-li la primera formació tècnica i idees estètiques. Pacheco va ser un home d'àmplia cultura, autor d'un tractat important: L'art de la pintura, publicat pòstumament el 1649. El llibre és imprescindible per a conèixer la vida artística espanyola de l'època: Pacheco es mostra fidel a la tradició idealista de l'anterior segle xvi i poc procliu als progressos de la pintura naturalista flamenca i italiana. Tenia un gran prestigi entre el clergat i era molt influent dins els cercles de la noblesa sevillana.

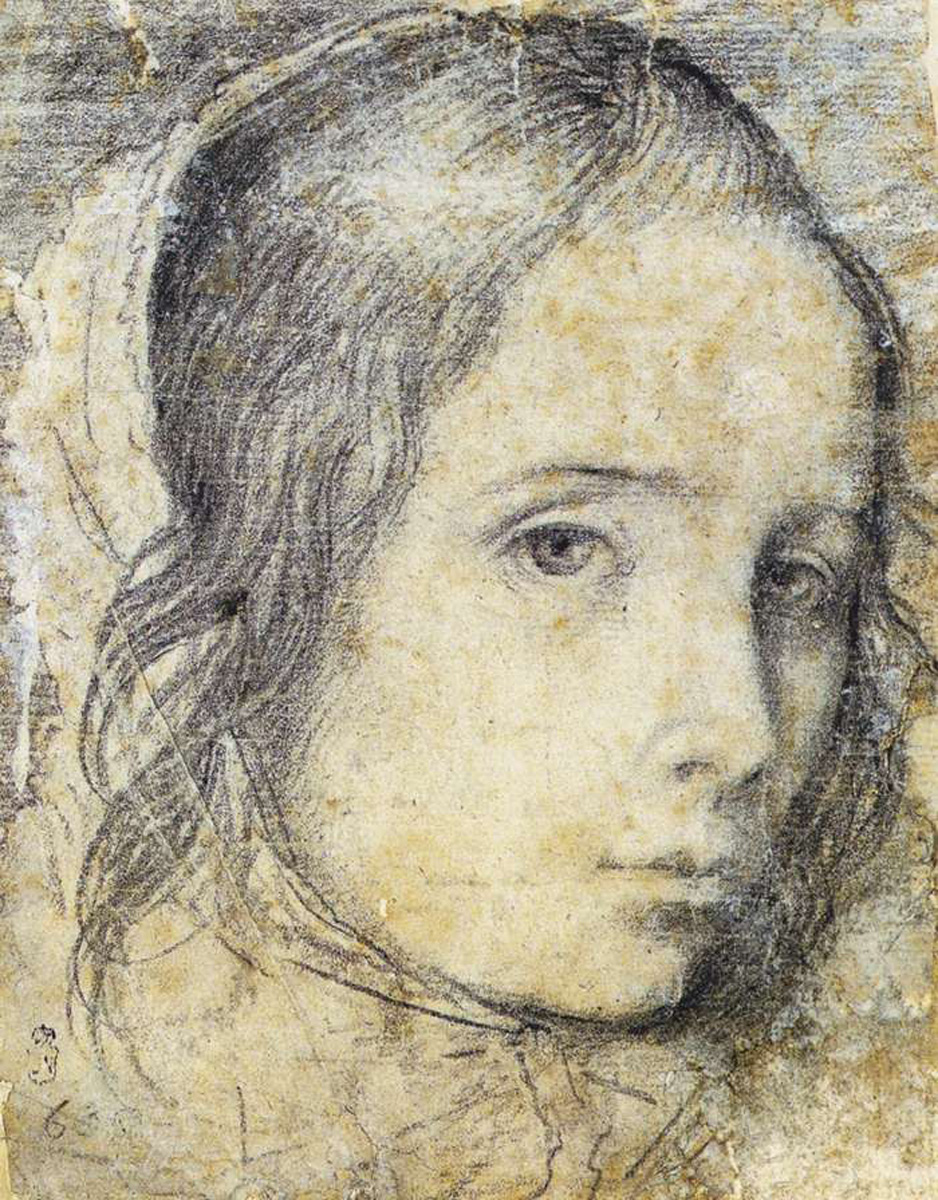
Dibuix de Cap de dona, obra primerenca de Diego Velázquez

Carl Justi, el primer gran especialista de Velázquez, considera que en el poc temps que va passar amb Herrera aquest li va saber transmetre l'impuls inicial que li va donar grandesa i singularitat. Les analogies entre els dos artistes només són de caràcter general. De fet, en les primeres obres de Velázquez, s'observa un tipus de dibuix estricte, atent a l'exactitud de la realitat del model, i d'una plàstica severa, totalment oposat als contorns solts de la tumultuosa fantasia de les figures d'Herrera. L'execució lliure, la facilitat de mà, era un tret conegut, fins i tot en pintors anteriors com El Greco. Però Velázquez no hi arribaria fins uns anys més tard a Madrid. Herrera va ser un pintor molt temperamental, i probablement li va servir al jove Velázquez com un model per començar a buscar un estil propi. En canvi, Pacheco, el segon mestre, va ser un home culte però no gaire bon pintor, i el que més valorava era l'ortodòxia. Justi conclou que artísticament va influir poc en Velázquez.
La primavera de 1617 Velázquez va superar un examen, realitzat pel mateix Pacheco i Juan de Uceda, i aconseguí la llicència per obrir un taller amb atribut de mestre pintor. Normalment, s'obtenia amb caràcter local, però en aquest cas en va aconseguir una amb dret sobre tot el territori espanyol, gràcies a una petició extraordinària realitzada pels mateixos examinadors.
El pintor va seguir un costum de l'època, sobretot a Portugal i a Andalusia, i va adoptar el cognom matern de Velázquez, encara que va signar diverses vegades amb el nom de Diego de Silva Velázquez. El 1619, al registre parroquial del bateig de la seva filla Francisca, va signar Diego Velázquez, i també més endavant, quan el van nomenar pintor reial.

### Primers anys a Sevilla
Els primers anys a Sevilla es va dedicar a pintar natures mortes, escenes de caràcter popular amb figures naturalistes, dins d'interiors, i composicions religioses. La seva tècnica mostrava un dibuix excepcional i la presència de contrasts de clarobscur. Les natures mortes són mencionades al llibre de Francisco Pacheco: 
| « | ... si són pintats com el meu gendre els pinta que mereixen una estimació grandíssima, perquè amb aquests principis i els retrats va trobar la veritable imitació del natural, donant ànims a molts amb el seu poderós exemple. | » |

En L'esmorzar presenta una taula amb menjars i tres personatges; n'hi ha dues versions, als museus de Budapest i Sant Petersburg. També és molt similar Els tres músics, al museu de Berlín, i una altra natura morta, Els joves bevent (museu Wellington de Londres). L'Aiguader de Sevilla, també a Londres, és una de les millors obres d'aquesta època. En ella, la mirada es dirigeix a la llum que il·lumina el càntir del primer pla. La pintura mostra una composició espiral unint la gerra damunt la taula i els tres caps dels personatges. El got de vidre que el vell aiguader dona al noi conté una figa, que es col·locava per perfumar l'aigua. Amb la representació del noi jove, del vell aiguader i juntament amb el tercer personatge d'edat intermèdia, el pintor recull l'al·legoria de les tres edats. El 1623, Velázquez regalà aquest quadre a Juan de Fonseca.
Una altra obra a destacar de l'any 1618 és Vella fregint ous, on tot s'expressa amb un gran realisme i amb la presència del clarobscur, una influència de Caravaggio. El fons obscur fa ressaltar la llum present en un primer terme i la del plat de porcellana blanc, i aconsegueix plasmar l'expressió dels valors formals més purs a les cares dels personatges, éssers humils i quotidians.
| Primer estil                                                    | Primer estil                                     | Primer estil                                         |
| --------------------------------------------------------------- | ------------------------------------------------ | ---------------------------------------------------- |
| Vella fregint ous                                               | Aiguader de Sevilla                              | Jerónima de la Fuente                                |
| Vella fregint ous (1618) National Gallery of Scotland, Edimburg | Aiguader de Sevilla (1620) Apsley House, Londres | Jerónima de la Fuente (1620) Museu del Prado, Madrid |

En aquesta època, la producció del pintor és similar a la dels seus contemporanis: rep encàrrecs religiosos com la Immaculada Concepció, actualment a la National Gallery de Londres, i el Sopar a Emaús, exposada al Metropolitan Museum de Nova York. Aquesta forma d'interpretar el natural li va permetre d'arribar al fons dels personatges, i així va demostrar aviat una gran capacitat per al retrat i de transmetre la força interior i el temperament de cada individu. Per exemple, en el retrat de sor Jerónima de la Fuente (1620), del qual es coneixen dos exemplars, ambdós d'una gran intensitat, l'obra transmet el caràcter enèrgic d'aquesta monja, capaç de marxar de Sevilla per fundar un convent a les Filipines amb 70 anys fets. De la mateixa època sevillana, al Museu Nacional d'Art de Catalunya es conserva Sant Pau, una obra de clara influència tenebrista.
A L'Adoració dels mags, Velázquez escull els models dels personatges entre la família. La seva dona Juana és la Mare de Déu, i la filla petita, Francisca, el nen Jesús. És el primer quadre datat pel pintor directament amb la xifra al llenç; sobre la pedra del grup de la Mare de Déu amb l'infant apareix l'any 1619. Val a dir que la data coincideix amb l'any en què va batejar la filla.

## Estada a Madrid

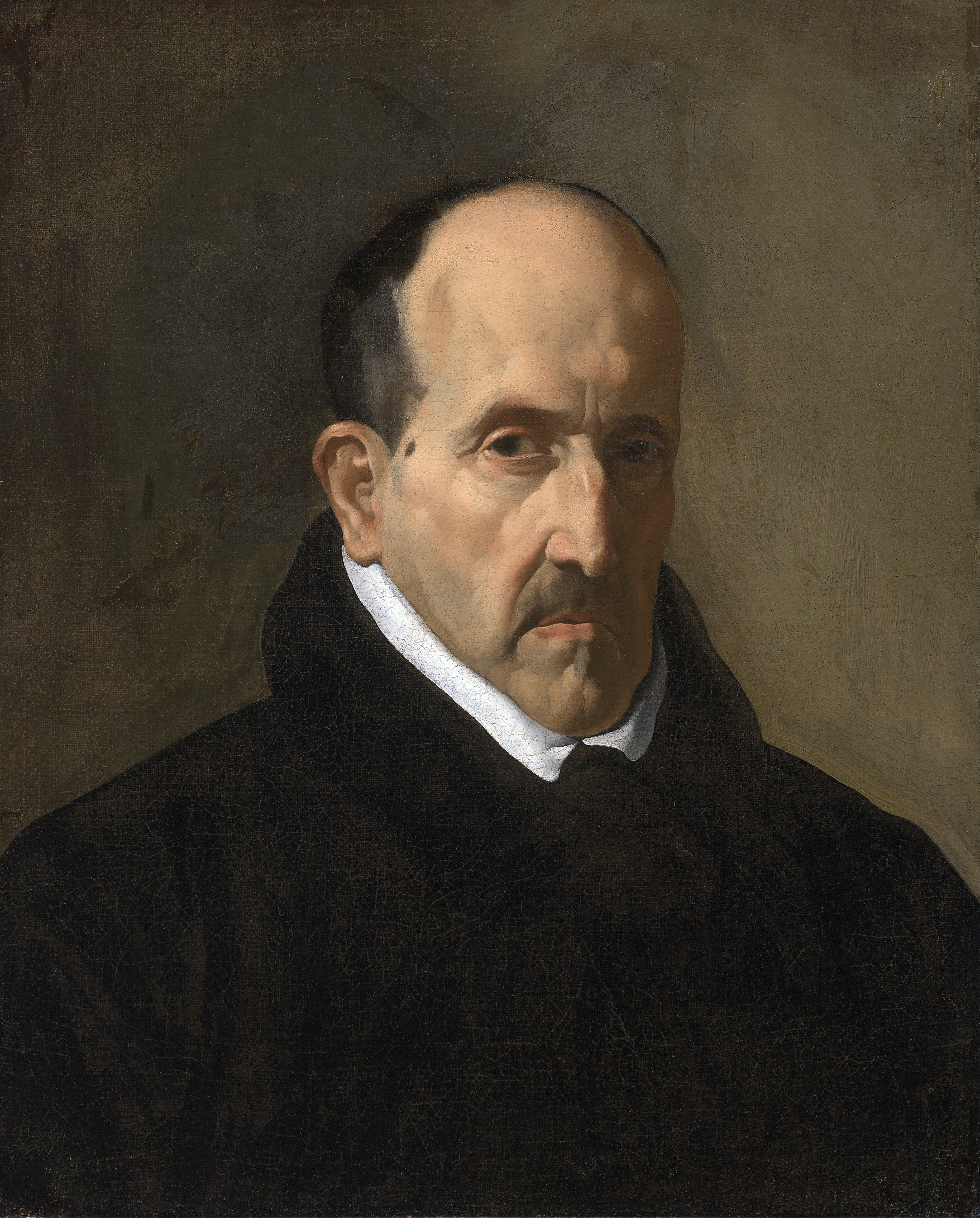
Retrat realitzat per Velázquez, a Luis de Góngora el 1622 durant el primer viatge a Madrid

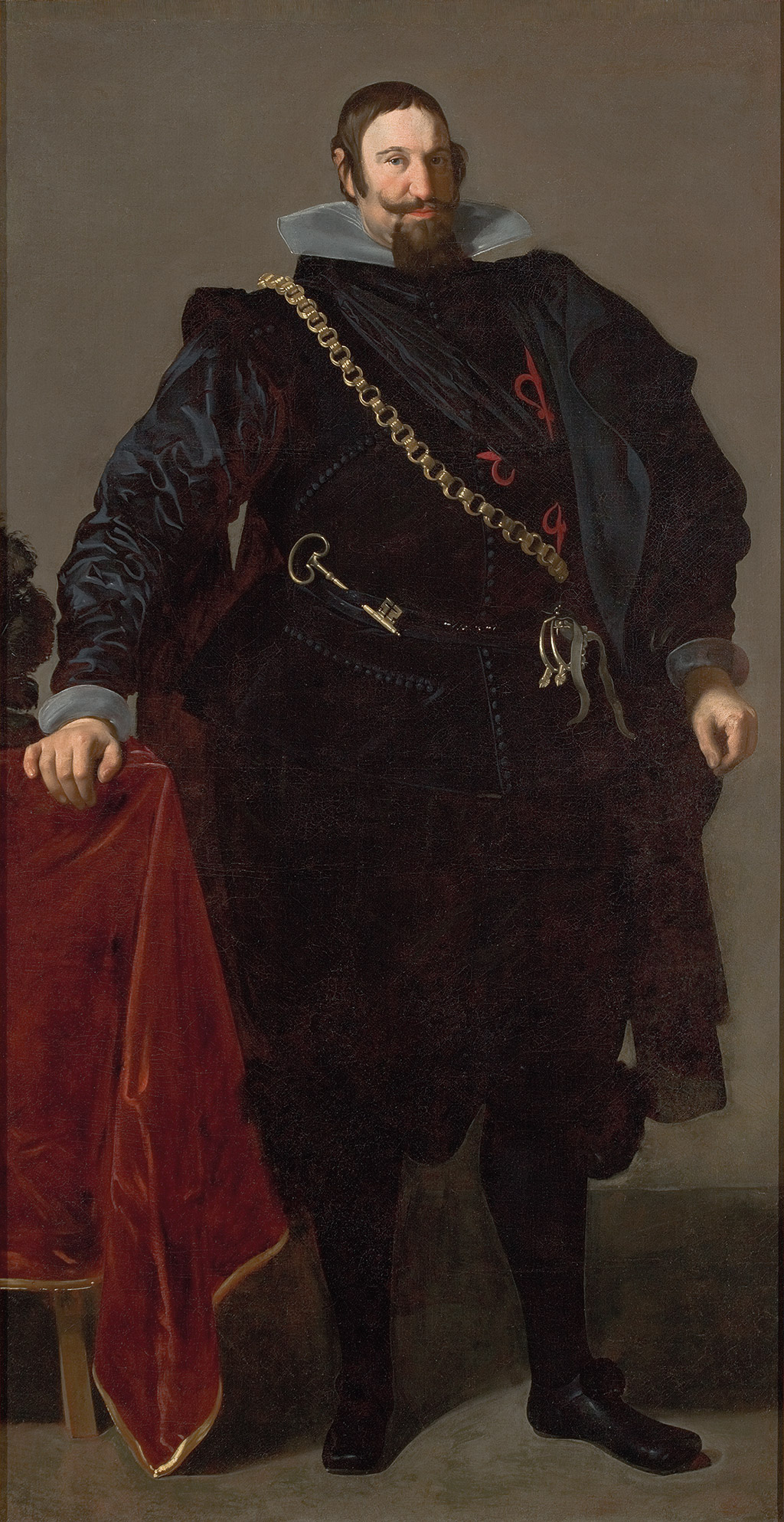
Retrat del comte duc d'Olivares al Museu de Arte de São Paulo, São Paulo

La mort del rei Felip III el 31 de març de 1621, succeït pel seu fill Felip IV, va comportar canvis en el personal al servei del rei. Aquest fet va animar Velázquez a viatjar a Madrid, seguint el consell del seu sogre, Pacheco, i d'altres personatges sevillans de renom que vivien al palau reial, com el clergue Juan de Fonseca que ocupava el càrrec de «sumiller de cortina». Es va tractar d'aconseguir que el pintor retratés el sobirà, perquè era el mitjà més senzill d'aconseguir fama ràpidament, però no va ser possible.
En canvi, va poder realitzar un retrat del poeta Luis de Góngora que va tenir èxit a la cort. Representa un rostre de caràcter, amb una estructura òssia elegant i una expressió de seriosa amargor. Gràcies a Fonseca va poder visitar les col·leccions reials de pintura, d'enorme qualitat, en què Carles V i Felip II havien reunit quadres de Ticià, Veronès, Tintoretto i els Bassano. Segons Julián Gállego, en aquell moment Velázquez va haver de comprendre les limitacions artístiques que vivia a Sevilla, i com, més enllà de la imitació de la natura, existia una poesia a la pintura i una bellesa a l'entonació. L'estudi posterior de la col·lecció reial, especialment la pintura de Ticià, va tenir una influència decisiva en l'evolució estilística de Velázquez. Va passar del naturalisme auster de l'època sevillana i de les severes gammes terroses a la lluminositat dels grisos plata i blaus transparents de la maduresa.
L'any 1623, la influència de Fonseca sobre el comte duc d'Olivares va facilitar una invitació de la cort per al retorn de Velázquez a Madrid, i l'assignació de cinquanta ducats per a despeses de viatge. El sogre, Pacheco, el va acompanyar «per ser testimoni de la seva fama». Una vegada a Madrid es va allotjar a casa de Fonseca, on Velázquez li va fer un retrat; aquest retrat s'ha volgut identificar amb un bust conservat al museu del Prado i amb un altre existent a Detroit, però hi ha dubtes d'autoria en ambdues pintures. Aquest retrat va ser portat a palau i segons explica Pacheco: «aquella nit, en una hora el va veure tot el palau, els infants i el rei amb gran qualificació», decidint-se que havia de fer el retrat de l'infant, el senyor Fernando, encara que es va canviar d'opinió i es va creure més convenient que fes primer el retrat del rei.
El 30 d'agost el rei va posar per primera vegada per a Velázquez. Els esbossos presentats per Velázquez al rei van ser del seu grat, i més encara del gust d'Isabel de Borbó, la reina consort. Ella exercia una influència poderosa sobre el monarca, i aquest fet va contribuir a fer que durant els primers mesos de 1623, Velázquez fos nomenat pintor de cambra. Per aquesta data va haver de finalitzar l'obra, i la devia acabar abans de 1624, perquè aquest any Velázquez ja pintava un altre retrat reial. L'obra mesura 57 x 44 cm i es conserva al museu del Prado, i tots aquells esbossos retrats van acabar plasmats en un retrat eqüestre que va ser exposat al públic, al carrer Major de Madrid, i segons va referir Pacheco:
| « | ... amb admiració de tota la cort i enveja dels de l'art, de què sóc testimoni. | » |

Més endavant, aquest quadre es va substituir per d'altres i el 1686 es va traslladar de les habitacions reials a l'habitatge de l'aposentador reial, a la Casa del Tesoro, moment en el qual se li va treure el bastiment. Des d'aleshores no torna a ser citat, i es creu que probablement va desaparèixer a l'incendi de 1734.

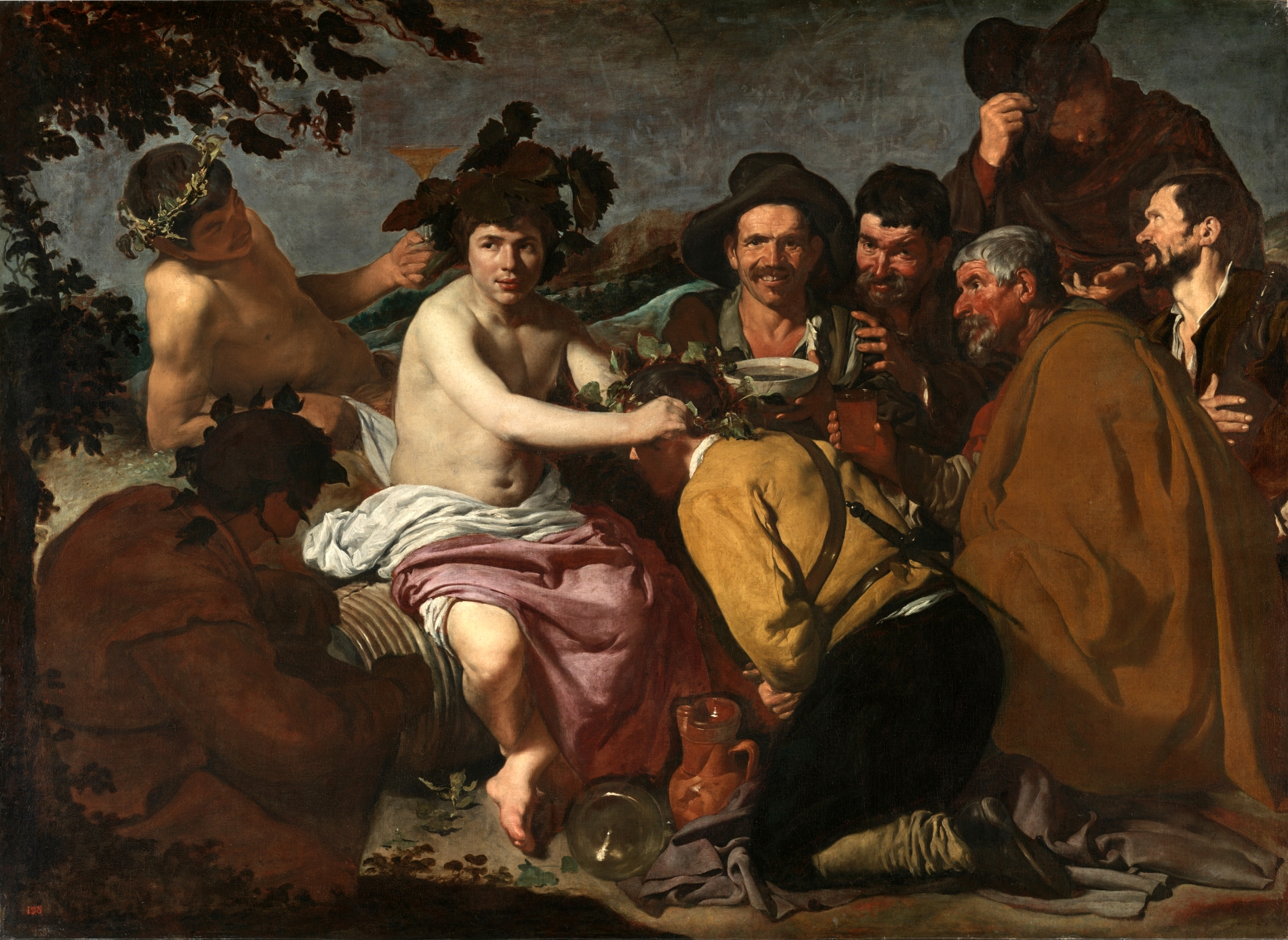
El triomf de Bacus coneguda com Els borratxos al Museu del Prado

El pintor Peter Paul Rubens va treballar l'any 1603 com a diplomàtic a la cort de Valladolid, on també va realitzar algunes obres pictòriques. El 1628, va tornar novament a Madrid en una missió diplomàtica on va residir per espai d'aproximadament un any, i va realitzar per encàrrec del monarca Felip IV uns deu retrats de familiars del rei. La seva estada al palau Reial li va permetre la visió de pintures de la col·lecció del monarca, estudiant i fent còpies, en particular les de Ticià. Va conèixer Velázquez i amb ell va visitar el monestir de l'Escorial. Picasso va comparar els retrats de Felip IV realitzats per tots dos pintors d'aquesta manera: «el Felip IV de Velázquez és persona distinta del Felip IV de Rubens». Velázquez el representava com l'essència del poder mentre Rubens el va pintar de manera al·legòrica.
Durant els primers anys a Madrid es va dedicar sobretot als retrats, però cap a l'any 1628 l'artista realitzà la seva primera pintura d'un tema mitològic, potser animat pel mateix Rubens; així, va començar l'obra El triomf de Bacus, coneguda també com Els borratxos. Ortega y Gasset, referint-se a l'obra, deixà escrit el següent comentari:
| « | Bacus és una escena qualsevol de borratxos... Els borratxos representen el moment en què Bacus corona un soldat embriac. | » |

Aquesta pintura va agradar especialment a Felip IV, que la va fer penjar en una paret del seu dormitori d'estiu, i amb data a 22 de juliol de 1629 consta que es van lliurar al pintor 100 ducats per una pintura de Bacus.

### Nomenaments

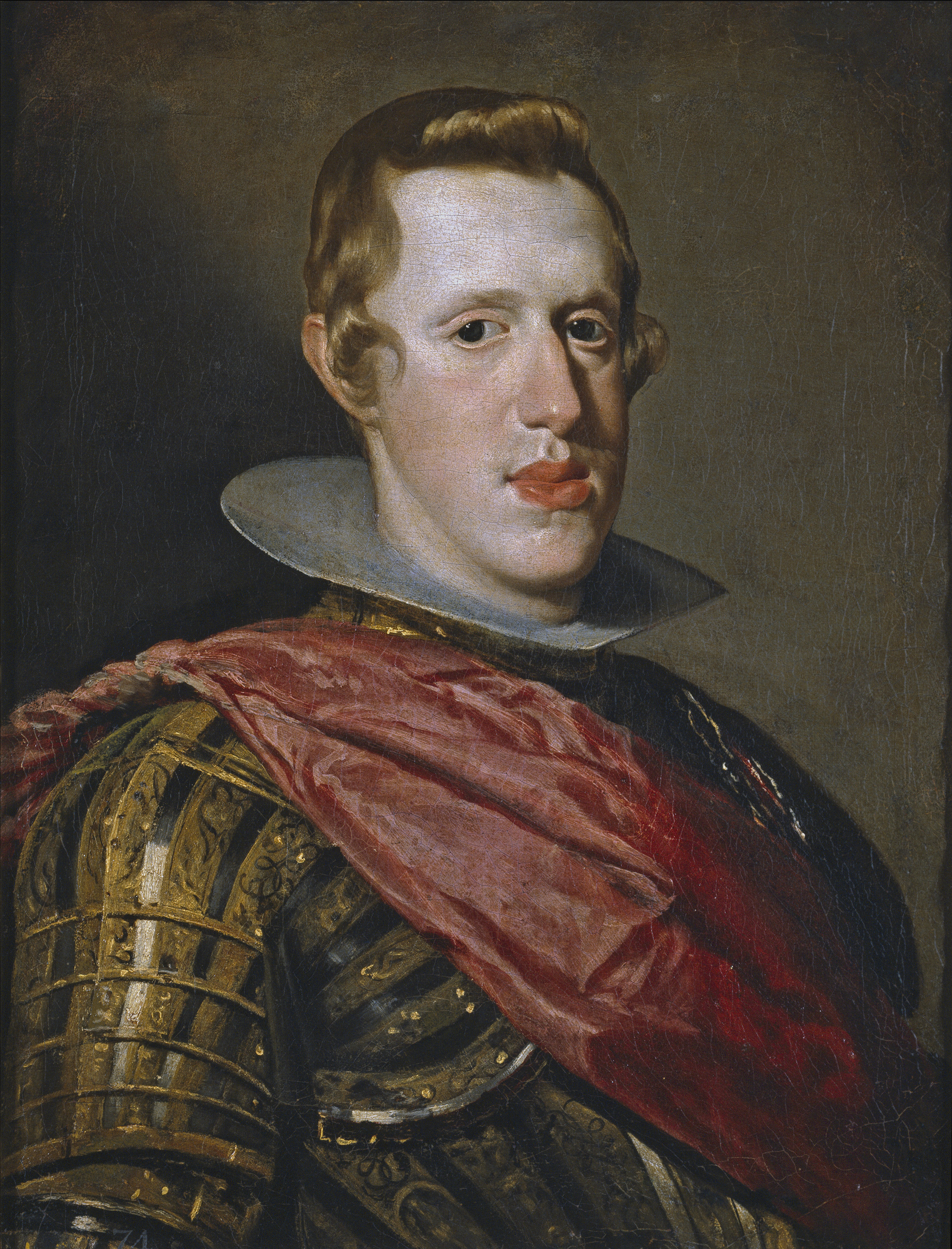
Retrat de Felip IV de l'any 1623

El seu nomenament com a pintor reial es va fer el 6 d'octubre de 1623, i passà a ocupar la vacant de l'anterior pintor reial, Rodrigo de Villadrando, mort l'any 1622. Pels seus serveis rebria vint ducats mensuals, a més a més d'una paga extra per cada un dels seus treballs. També es va contractar al seu pare, com a secretari amb un sou de mil ducats anuals. El taller, el tenia situat en una habitació sota l'Alcázar, l'antic palau Reial de Madrid), on el rei solia fer-li visites i ho podia fer anant per galeries secretes que unien les estances del palau. Al començament, se li va proporcionar un habitatge gratuït no lluny de la plaça Major per, més endavant, anar a viure en un allotjament al palau Reial.
La ràpida ascensió de Velázquez va provocar el ressentiment dels pintors més veterans, com Vicente Carducho i Eugenio Cajés, que l'acusaven que només era capaç de pintar «caps». Segons va escriure Jusepe Martínez, Velázquez reaccionà afirmant que li feien un gran compliment, ja que ell no coneixia cap pintor que sabés pintar bé un cap. Aquest conflicte va provocar que el 1627 es convoqués un concurs entre Velázquez i els altres tres pintors reials: Carducho, Cajés i Alejandro Nardi. El guanyador seria escollit per pintar el llenç principal del Salón Grande de l'Alcázar. El motiu del quadre era l'expulsió dels moriscs de València que succeí el 1609. El jurat decidí entre els esbossos presentats i va declarar vencedor Velázquez. El quadre va ser penjat a l'Alcázar tot i que es va perdre posteriorment quan es va incendiar l'edifici. Aquest concurs va contribuir al canvi del gust de la cort, abandonant el vell estil de pintura i acceptant-ne la nova.
L'any 1628 va ser ascendit a pintor de cambra, el càrrec més important entre els pintors de la cort. El treball principal de Velázquez consistia a pintar retrats de la família reial; és per aquest motiu que la major part de la seva producció són personatges influents de la cort.

## Primer viatge a Itàlia
Segurament influït per Rubens, Velázquez va sol·licitar permís al rei per poder viatjar a Itàlia i perfeccionar el seu art, com sabem pels escrits de Pacheco:
| « | I, a compliment del gran desig que tenia de veure Itàlia i les grandioses coses que allà hi ha, havent-l'hi promès diverses vegades, i complint la seva reial paraula i animant-lo molt, li va donar llicència, i per al seu viatge quatre-cents ducats en argent, la paga de dos anys del seu salari. I, acomiadant-se del comte-duc, li va donar altres dos-cents ducats en or i una medalla amb el retrat del rei i moltes cartes de recomanació. | » |

Acompanyat pel general Ambrosio de Spinola va fer el viatge en carruatge des de Madrid a Barcelona, on van pujar, l'agost de 1629, en una embarcació, per fer el viatge per mar fins a Gènova i des d'allà cap a Venècia. A Venècia es va allotjar a casa de l'ambaixador espanyol. Palomino descriu el que va veure Velázquez: «El van portar a palau, al temple de Sant Marc, adornades totes les seves sales de pintures de Tintoretto, de Paolo Veronese i d'altres grans», i va realitzar còpies de pintures, especialment de Tintoretto, com el quadre de la Crucifixió de Crist.
A causa de la Guerra de successió de Màntua existia una manifesta hostilitat cap als espanyols, per la qual cosa va decidir de marxar cap a Roma, passant per Ferrara, on va gaudir de les pintures de Giorgione. Va continuar el viatge cap a Cento, on, segons Julián Gallego, va conèixer l'obra del pintor Guercino, que pintava amb una il·luminació molt blanca i en què els seus personatges eren models d'éssers vulgars; aquest pintor va ser un dels que més el van ajudar a trobar el seu estil personal.
Arribà a Roma el 1630 i el primer contacte influent va ser amb el cardenal Barberini, nebot del papa Urbà VIII, el qual li proporcionà allotjament als palaus vaticans. Allà passà Velázquez alguns dies copiant nombrosos dibuixos, alguns amb colors, els frescs de Rafael i Miquel Àngel. Gràcies a la intervenció de l'ambaixador espanyol Monterrey, el pintor trasllada el seu allotjament a la vil·la Mèdici, on va poder estudiar escultures de l'antiguitat, obres que li servirien com a model iconogràfic. Existeixen dos paisatges pintats del natural de la vil·la Mèdici que mostren unes característiques similars; diversos historiadors situen aquestes obres en aquest primer viatge, i d'altres al següent, viatge que va realitzar entre 1649 i 1651.
|  |  |

José Camón Aznar afirma que es van pintar durant el seu primer viatge:
| « | Velázquez va habitar la vil·la Mèdici durant més de dos mesos. I hi ha aquestes dues petites meravelles, la seducció d'un paisatge habitual, l'encant del quotidià, la penetrant malenconia del viscut... el que desconcerta d'aquests paisatges és trobar en alguns punts una pinzellada solta i d'una entonació que pertany a l'última gamma de Velázquez... a més a més, cal tenir en compte, per justificar la seva tècnica, que potser fossin els primers llenços pintats a l'aire lliure per Velázquez. | » |

A la Galeria en línia del Museu del Prado li posen com a data cap a 1630.
Aconsegueix, durant aquest viatge, l'assimilació d'unes concepcions de composició, així com de matisos cromàtics dels grans pintors italians. Aquestes influències es poden observar en dues grans pintures realitzades durant aquest període: La forja de Vulcà i La túnica de Josep.

### La forja de Vulcà

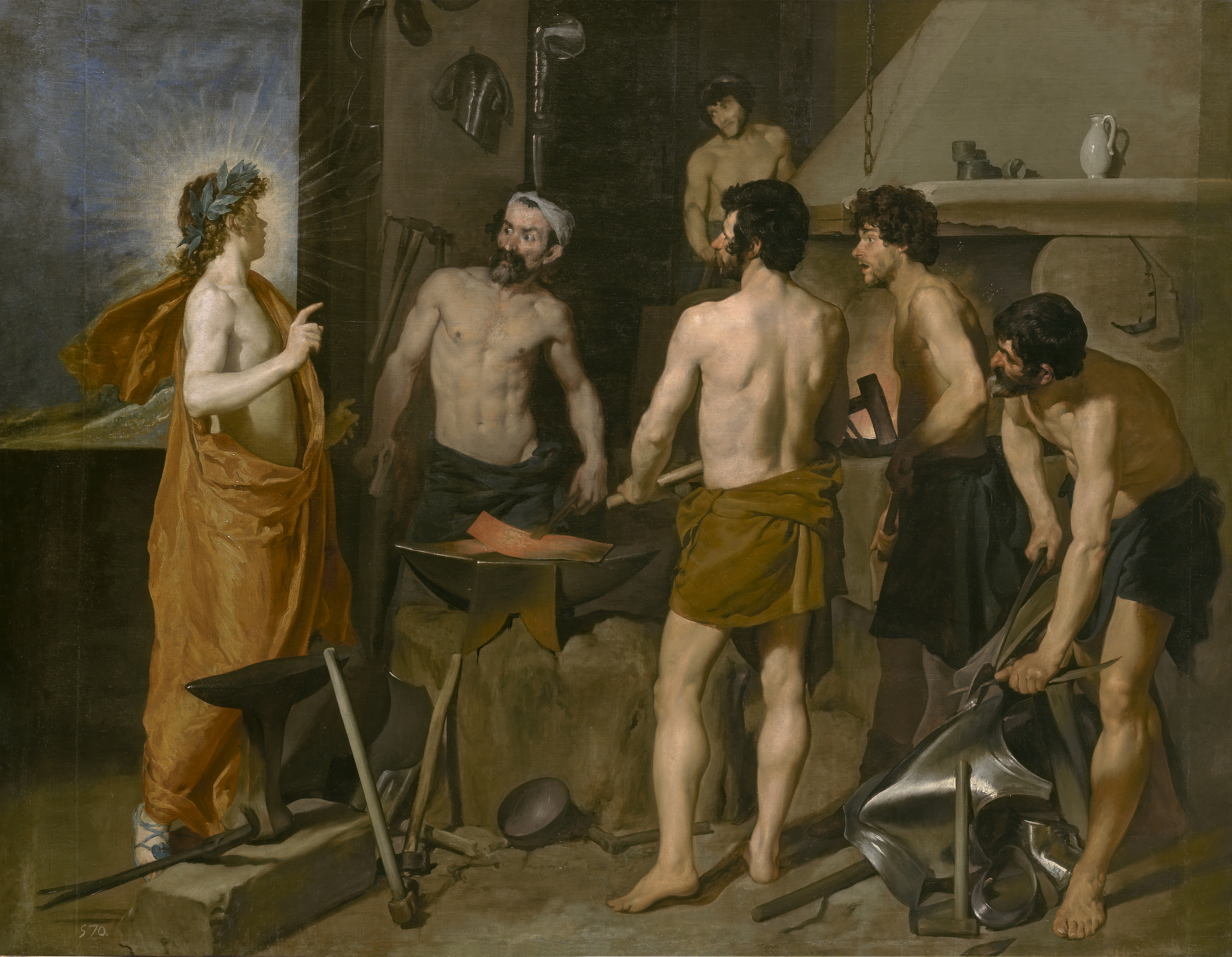
La forja de Vulcà

De caràcter mitològic, representa el moment en què Apol·lo, comunica a Vulcà l'adulteri de la seva dona, Venus, amb Mart, per a qui està forjant una armadura. Tanmateix, el pintor situa en un clar protagonisme el déu Apol·lo, que destaca per la llum que l'envolta i pel color del mantell. El tema es presenta com en una instantània: el missatge d'Apol·lo deixa Vulcà amb la cara de sorpresa i encara sosté a les seves mans les eines; és un moment que reflecteix la interrupció del treball i s'aprecia també en els rostres dels altres treballadors la força emocional del moment. Per a la composició, es creu que Velázquez es va inspirar en un gravat sobre el mateix tema d'Antonio Tempesta, i la composició en forma de fris indica una clara influència de Guido Reni.
Els «seminus» tenen una anatomia molt estudiada, segurament per influència de l'obra de la volta de la capella Sixtina de Miquel Àngel. La llum principal, com es dedueix per les ombres que s'aprecien, ve de davant de l'escena. En aquest quadre, ja s'observa l'inici de l'abandonament del clarobscur naturalista de la seva època sevillana. Els focus de llum que més destaquen formen una composició entre la corona d'Apol·lo, la llum de les flames del foc i els reflexos de l'armadura. Velázquez aconsegueix una profunditat d'espai més gran amb un fons molt més suau i amb més color; és diferent que en l'elecció dels colors obscurs de les seves primeres obres. Les pinzellades d'una tècnica més fluida junt amb una emprimació més lleugera, fan que aconsegueixi uns millors efectes de llum. Existeix un esbós del cap d'Apol·lo amb un traç més efeminat que el que es pot veure a la pintura definitiva.

### La túnica de Josep

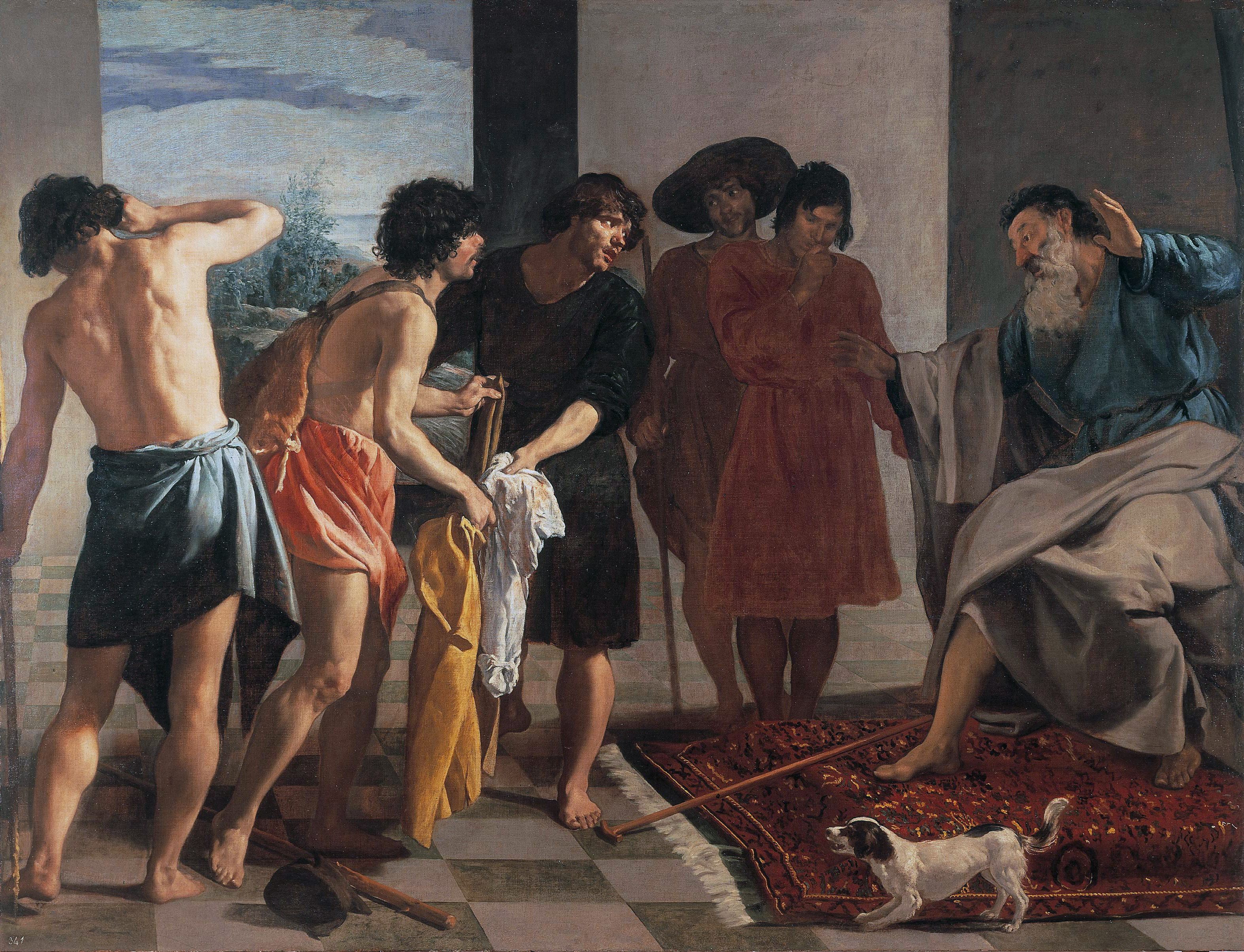
La túnica de Josep

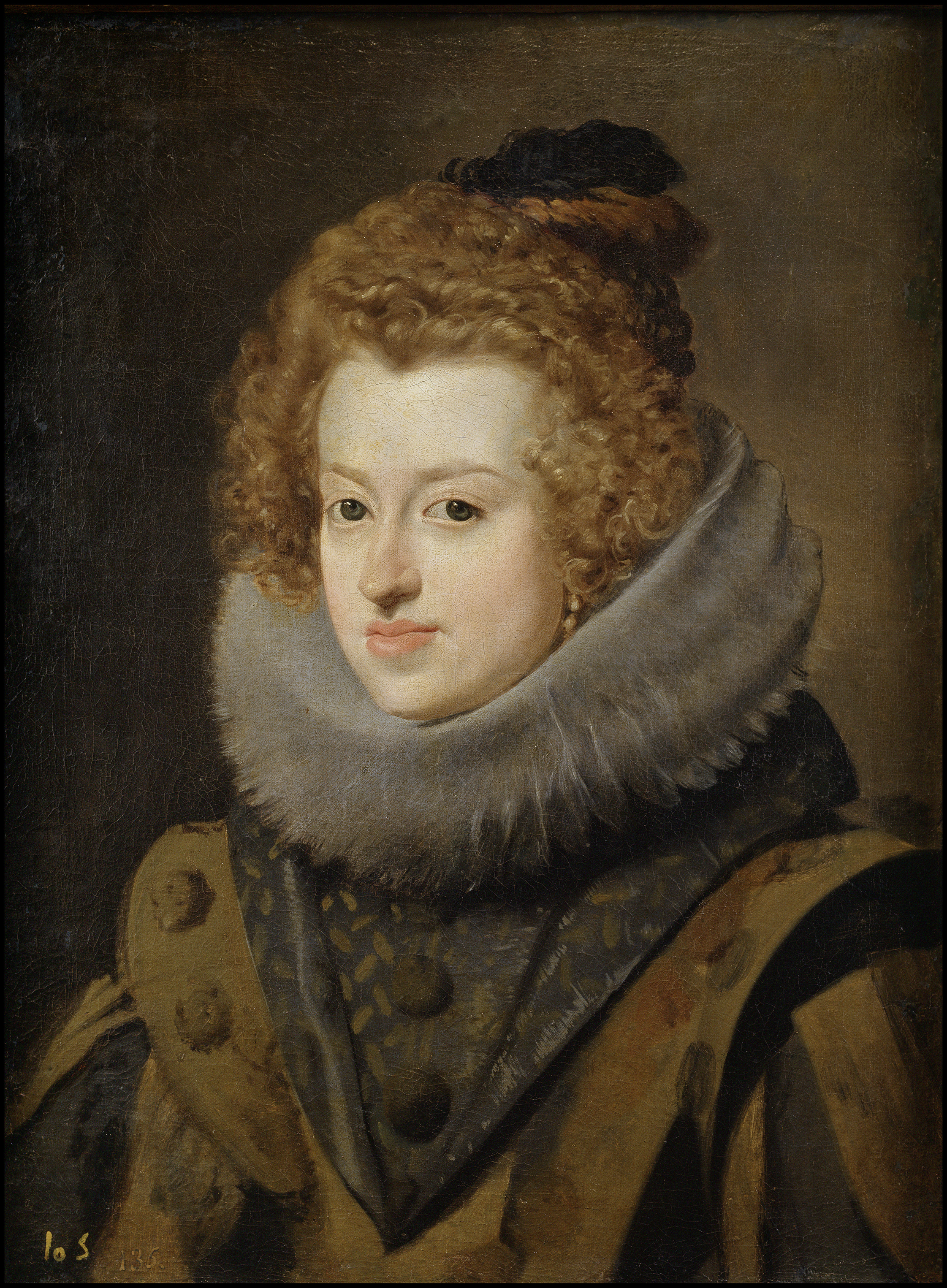
Retrat de Maria d'Àustria, reina d'Hongria

El pintor narra l'engany dels fills de Jacob en explicar al seu pare la mort falsa del seu germà Josep. Segons explica Palomino, va elogiar a Velázquez que el quadre estigués realitzat: 
| « | ... amb tan superiors expressions (el relat bíblic), que sembla que competeix amb la veritat mateixa de l'esdeveniment. | » |

L'estudi del nu i les reaccions psicològiques dels personatges, juntament amb la captació de l'espai i la profunditat, basa l'estudi en les regles de la perspectiva, com es pot observar en el paviment quadriculat. El gos, en un primer terme, està bordant als germans traïdors i representa, segons la iconografia, el símbol de la fidelitat. Velázquez va emprar aquest recurs en altres obres posteriors, també amb aquest mateix símbol, com per exemple en Las Meninas.

### Nàpols
Abans del seu retorn a Espanya, va fer una parada a Nàpols per retratar, per ordre del rei Felip IV, la seva germana Marianna (Maria d'Àustria). Marianna es trobava en aquesta ciutat, perquè després d'haver-se casat per poders amb Ferran, el rei d'Hongria, a l'abril de 1629, topà amb una epidèmia de pesta al nord d'Itàlia; va haver de fer marrada i refugiar-se a Nàpols durant uns quatre mesos. El Retrat de Maria d'Àustria, reina d'Hongria es troba al Museu del Prado, i encara que no és gaire gran, s'aprecia perfectament el posat fred i serè que manava l'etiqueta.
Velázquez va aprofitar la seva estada per visitar el pintor tenebrista Josep de Ribera, que havia arribat a Itàlia cap al 1610 i que exercia el càrrec de pintor de cort dels virreis. En aquesta època, s'encarregava de tots els treballs artístics del palau Reial de Nàpols, on residia la reina Marianna.

## Retorn a Madrid

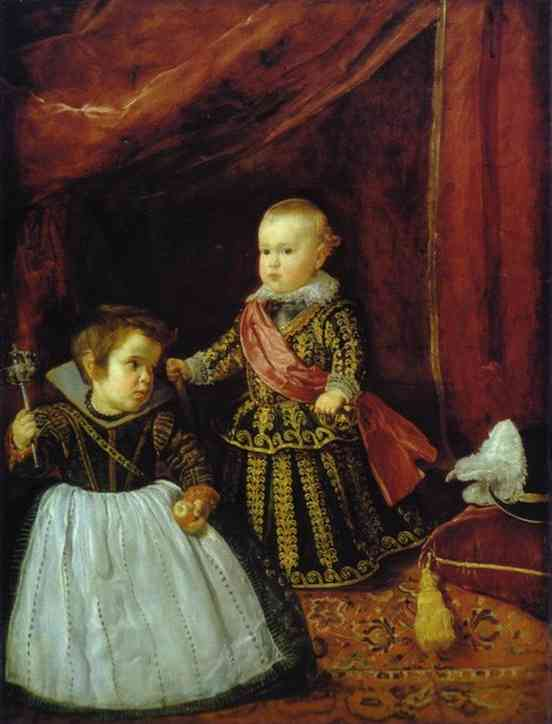
El príncep Baltasar Carlos amb un nan

Quan va tornar a Madrid a començaments de l'any 1631, un dels primers encàrrecs del rei va ser la realització del retrat del seu fill, el príncep Baltasar Carlos, que havia nascut durant l'estada del pintor a Roma. El seu art és ja el d'un gran mestre, i en les pinzellades mostra més facilitat, amb una llibertat més gran. Abandona definitivament el tenebrisme i els colors són més lluminosos.
En l'obra El príncep Baltasar Carlos amb un nan, pinta el nen amb un vestit de color verd fosc amb brodats d'or, i ressalta el color vermell molt viu de la banda que porta i que li creua el pit. La llum suau del seu rostre i el color ros dels cabells ressalten sobre la cortina i un coixí vermell; sobre el coixí, hi ha un barret de vellut negre i de plomes d'estruç blanques. La composició del quadre es completa amb la presència d'un nan davant el príncep, en un pla més baix, i que tot i portar un vestit del mateix color verd que el príncep, al damunt li van col·locar un gran davantal blanc, per deixar ben clara la diferència social que existeix entre tots dos. Els símbols de l'estatus del príncep són el bastó de comandament, a la mà dreta, i l'espasa amb una daurada empunyadura sobre la qual recolza la mà esquerra. En el nan, el símbol de la poma que porta a la mà esquerra representa la falta de sentit del deure, i a l'altra mà sosté un sonall amb el qual feia un toc d'atenció per anunciar el camí que recorria el príncep.
Durant aquests anys, el pintor va continuar rebent altres càrrecs de la cort que l'obligaven al servei diari del rei i a determinades funcions del cerimonial de palau. L'any 1633, rep un «pas de vara d'algutzir», pas que estava valorat, segons Palomino, en quatre mil ducats. El 1634, se li pagaren mil ducats per la taxació d'uns quadres del pintor Francisco de Rioja; a més, se li concedí el lloc d'ajudant de guarda-roba que s'encarregava del seguiment i control dels mobles, quadres i tapissos per a la decoració de les estances reials. Aquest mateix any, i amb motiu del casament de la seva filla Francisca amb el pintor Juan Bautista Martínez del Mazo, cedí el càrrec d'«uixer de cambra» al seu gendre. L'any 1643, se'l nomenà «ajudant de cambra sense servei» i el 9 de juny se li concedí la direcció de les obres reials perquè, com cita Carl Justi: «... sota la mà del marquès de Malpica assisteixi a la superintendència de les obres particulars que Sa Majestat assenyalés».

### Palau delBuen Retiro
Per iniciativa del comte duc Olivares, es va programar la decoració del saló de Reinos del palau del Buen Retiro, que havia de consistir en l'execució de dotze grans pintures sobre esdeveniments militars de victòries aconseguides entre els anys 1622 i 1633. La idea va consistir a repartir la realització de les obres entre els millors pintors de la cort, escollits per Velázquez; d'aquesta manera s'estimulava la rivalitat i s'evitava la uniformitat, malgrat que el tema era únic. Així, van participar en aquesta empresa els pintors Eugenio Cajés, Jusepe Leonardo, Vicente Carducho, Juan Bautista Maíno, Félix Castelo, Antonio de Pereda i Juan de la Corte. A Velázquez, li va correspondre representar el tema de La rendició de Breda, quadre que també és conegut com el de Les llances.

#### La rendició de Breda
Es tracta d'una obra d'una gran maduresa tècnica en què el pintor va trobar una nova forma de captar la llum. Un cop havia abandonat l'estil sevillà, ja no s'utilitza la forma caravaggista de tractar el volum il·luminat. La tècnica es torna molt fluida, fins al punt que en algunes zones el pigment no cobreix el llenç, deixant veure la seva preparació. És en aquest quadre que Velázquez va acabar de desenvolupar el seu estil pictòric. Després d'aquesta obra, pintarà sempre amb aquesta tècnica i només realitzarà petits ajustaments en determinats aspectes.

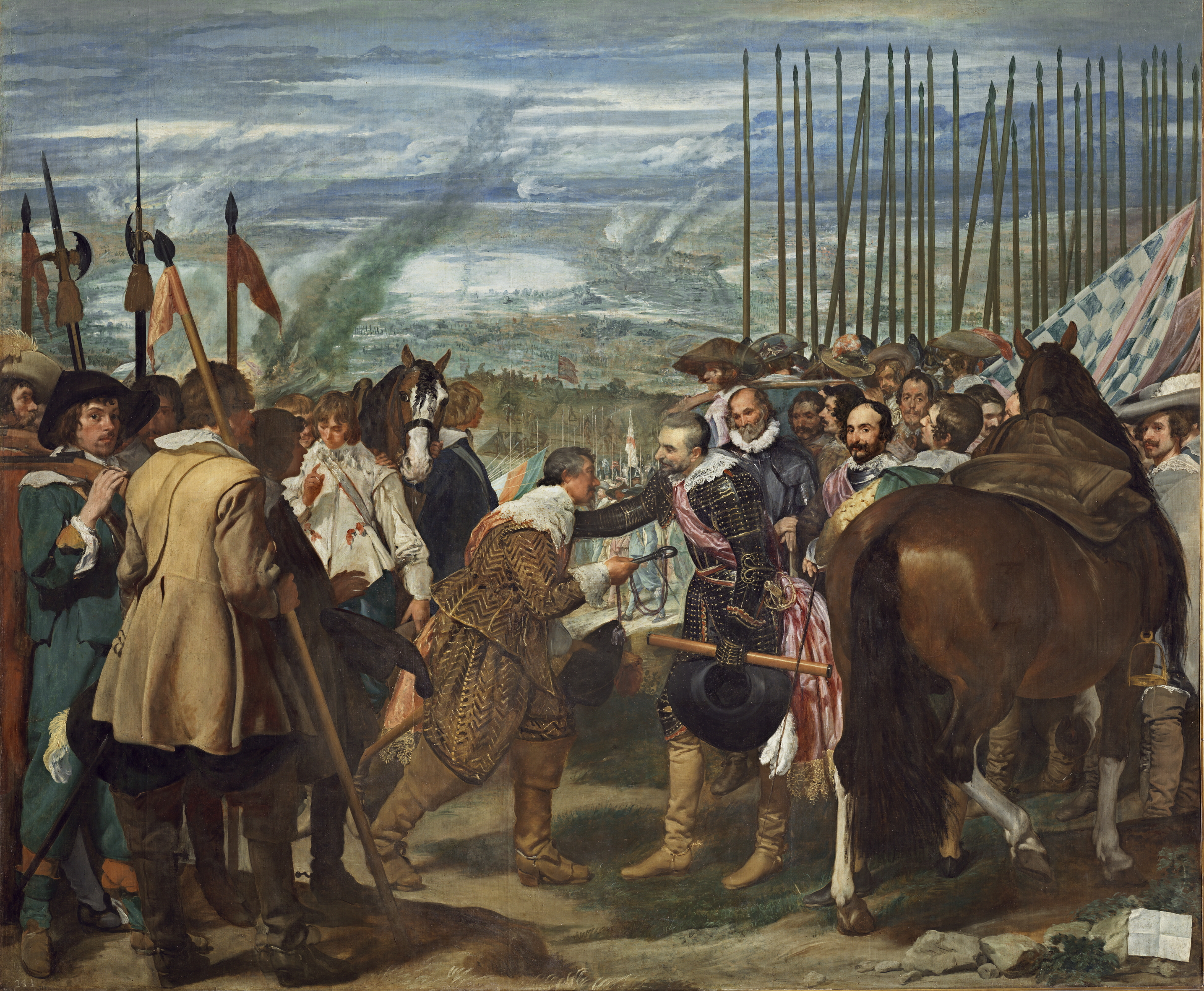
La rendició de Breda al Museu del Prado

En La rendició de Breda, els dos protagonistes estan situats al centre de l'escena i sembla més que es relacionin com a amics que com a enemics. Justino de Nassau apareix amb les claus de Breda a la mà i fa el gest d'agenollar-se, acció que rebutja el seu contrincant, i de manera respectuosa li posa una mà sobre l'espatlla per impedir-li el gest. L'esperit de l'obra trenca amb la tradicional representació de l'heroi militar, que apareix dret sobre el derrotat. Igualment, s'allunya del hieratisme que dominaven els quadres de les batalles. Velázquez representa el general Spínola amb un gran realisme, ja que el coneixia personalment perquè el 1629 havien viatjat junts a Itàlia, i probablement havia fet alguns apunts del seu rostre. Un realisme semblant, amb una detallada caracterització individual, es copsa als rostres dels soldats, que estan tractats com a retrats. Els soldats holandesos es mostren en desordre; l'artista aconseguint aquest estat de confusió mitjançant els contrasts de llum com, per exemple, la del cavall que sembla perfilar-se per darrere de la camisa blanca d'un soldat. El cavall espanyol, de manera contrastada, es troba pintat d'esquena, en escorç. Amb les llances aixecades dels soldats espanyols victoriosos, aconsegueix crear una separació en l'espai que allunya el segon pla del paisatge i proporciona una gran profunditat a la pintura.

#### Retrats eqüestres
Les figures retratades a l'aire lliure van representar per a Velázquez un nou estudi dels fons dels quadres, com es pot copsar en els retrats eqüestres. El paisatge de l'últim pla de la pintura, el pintor el tracta com una unitat, i canvia els contrasts de la il·luminació, detalls que s'aprecien en els seus primers retrats, per l'ús del color i el contrast dels tons freds amb els calents. En aquests grans retrats eqüestres, la figura és la que mostra una tonalitat càlida, sigui de color groc, vermell suau o marró, i el paisatge és d'un to fred, amb l'ús de blaus. Amb la llum del dia repartida amb uniformitat per tot el llenç aconsegueix separar les figures del fons; el color del cavall s'afirma en el primer pla amb un to concret, davant el to del color del fons.
| Disposició dels retrats eqüestres de Felip IV, la reina Elisabet i el príncep hereu Baltasar Carlos al Saló de Reinos. (Segons l'opinió de Jonathan Brown i J. H. Elliott. A Palace for a King, Yale, 1980. Per damunt de la porta hi havia el retrat del príncep Baltasar Carlos.) | Disposició dels retrats eqüestres de Felip IV, la reina Elisabet i el príncep hereu Baltasar Carlos al Saló de Reinos. (Segons l'opinió de Jonathan Brown i J. H. Elliott. A Palace for a King, Yale, 1980. Per damunt de la porta hi havia el retrat del príncep Baltasar Carlos.) | Disposició dels retrats eqüestres de Felip IV, la reina Elisabet i el príncep hereu Baltasar Carlos al Saló de Reinos. (Segons l'opinió de Jonathan Brown i J. H. Elliott. A Palace for a King, Yale, 1980. Per damunt de la porta hi havia el retrat del príncep Baltasar Carlos.) |
| --- | --- | --- |

|  |  |  |  |  |
|  |  |  |  |  |
|  |  |  |  |  |

En les pintures de la cort espanyola d'aquesta època, és interessant observar l'absència de retrats eqüestres que no fossin de la família reial o de la noblesa més alta. El significat del poder torna a aparèixer amb la imatge del cabdill a cavall, segons els cànons de l'antiguitat, per destacar la posició social de la persona retratada, i el cavall es converteix en una espècie de "tron en moviment".

### Torre de la Parada
La torre de la Parada va ser un pavelló de caça que es trobava als afores de Madrid, a la serra de Guadarrama, no lluny del palau Reial d'El Pardo. Entre el 1635 i el 1640 va ser un dels principals projectes arquitectònics i decoratius del rei Felip IV, gran afeccionat a la caça, que desitjava un lloc de descans a la zona, de refugi durant les llargues jornades cinegètiques. El palauet és un edifici de dos pisos de planta rectangular, rematat per torres de fines cuculles als seus extrems, molt del gust dels Àustries. La construcció va ser el resultat de l'ampliació portada a terme el 1636 per iniciativa del mateix Felip IV, d'una petita fortalesa amb quatre torres a les cantonades, edificada en temps de l'emperador Carles V. L'edifici, en forma de torre amb petits afegitons, es cobria amb teulades de pissarra i s'envoltava d'un mur perimètric, com en una fortalesa. Posteriorment, fou destruït i quasi no subsisteixen imatges seves en pintures de l'època.
| Per a la torre de la Parada (pavelló de caça)                  | Per a la torre de la Parada (pavelló de caça)                             | Per a la torre de la Parada (pavelló de caça)                                       |
| -------------------------------------------------------------- | ------------------------------------------------------------------------- | ----------------------------------------------------------------------------------- |
| Retrat de Felip IV caçador                                     | Retrat del príncep Baltasar Carles caçador                                | Retrat del cardenal infant Ferran com a caçador                                     |
| Retrat de Felip IV caçador (1634-1636) Museu del Prado, Madrid | Retrat del príncep Baltasar Carles caçador (1635) Museu del Prado, Madrid | Retrat del cardenal infant Ferran com a caçador (1634-1636) Museu del Prado, Madrid |

Es va encarregar a Velázquez la part decorativa interna de l'edifici, i apareixen temes mitològics i paisatges que van ser realitzats per Rubens i altres pintors flamencs. La sèrie de Rubens, formada per llenços de gran format, va ser realitzada als seus tallers d'Anvers, amb la col·laboració d'ajudants rellevants com Jacob Jordaens. D'altra banda, Velázquez va aportar al conjunt els tres retrats amb abillament de caçador, pintats cap al 1638; són el del rei (Retrat de Felip IV caçador), el del seu germà (Retrat del cardenal infant Ferran com a caçador), i el del príncep hereu (Retrat del príncep Baltasar Carles caçador), tots ambientats a la serra de Guadarrama. A més a més d'aquests retrats reials, va realitzar els dels filòsofs Esop i Menip, inspirant-se en personatges populars.

### Bufons i nans
Durant els segles xvi i xvii, la presència de bufons i nans era un fet normal a la cort de la monarquia espanyola. S'encarregaven de proporcionar diversió als reis i als nobles, així com de participar amb ells en els jocs de cartes i altres distraccions. Aquests personatges podien relatar tota classe de murmuracions amb enginy i així, de manera satírica, informaven el monarca del que passava al seu entorn. Velázquez va retratar aquests personatges, tractant d'exaltar el seu esperit amb una gran dignitat, tant en els retrats individuals com en els que apareixien en altres retrats familiars reials, com per exemple en Las Meninas, en què va situar al costat de la infanta Margarida, els nans Mari Bárbola i Nicolasito Pertusato.
| El bufó Juan de Calabazas | El nan Sebastián de Morra | El bufó Francisco Lezcano "el Niño de Vallecas" | El bufó Diego de Acedo "el Primo" |
| El bufó Juan de Calabazas, El nan Sebastián de Morra, El bufó Francisco Lezcano "el Niño de Vallecas" i El bufó Diego de Acedo "el Primo". Tots ells al Museu del Prado. |                           |                                                 |                                   |

Alguns d'aquests retrats de bufons van ser realitzats per al palau del Buen Retiro, concretament a l'escala de l'ala que pertanyia a la reina i que s'utilitzava com a sortida privada dels monarques. Per a la torre de la Parada es van realitzar els d'El bufó Juan de Calabazas, El nan Sebastián de Morra, El bufó Francisco Lezcano "el Niño de Vallecas", i El bufó Diego de Acedo "el Primo", segons s'indica en els inventaris de la col·lecció reial de l'any 1700: «Quatre retrats de diferents subjectes i nans de la mà de Velázquez, taxats en cinquanta doblons cadascú, en fan 200.»
Molts historiadors s'han preguntat el perquè d'aquests retrats realitzats per Velázquez. Les opinions van des d'admetre algun grau de morbositat, al de la categoria del simple retrat sense cap més interpretació ètica o psicològica. Com ho va expressar Ortega y Gasset:
| « | Podia, en retratar, fer els seus assajos de tècnica pictòrica i per això són, en aquest sentit, potser el millor de tota la seva obra. La misèria del personatge obligava a atendre la pintura. A més, Velázquez, que segons els que el van conèixer, era de temperament malenconiós, no creia que els valors convencionalment lloats (la bellesa, la fortalesa, la riquesa) fossin el més respectable del destí humà, sinó que més enllà d'aquests, d'una manera més profunda, es trobava el valor de la simple existència. I això, la simple existència, és el que li interessava reproduir amb els seus pinzells. | » |

En la seva monografia, Jonathan Brown opina sobre aquestes obres i les cataloga com a «retrats informals». També Julián Gallego comenta:
| « | Difícil és saber amb certesa la posició humana de Velázquez davant aquests models deformes […] els que tracten de fer del pintor un apòstol, subratllen la infinita atenció, la bondat amb què els va pintar. Aquesta era la seva normal manera de pintar. Si hi ha un judici moral o humà, el pintor l'amaga dins l'obra. | » |

### Pintura religiosa

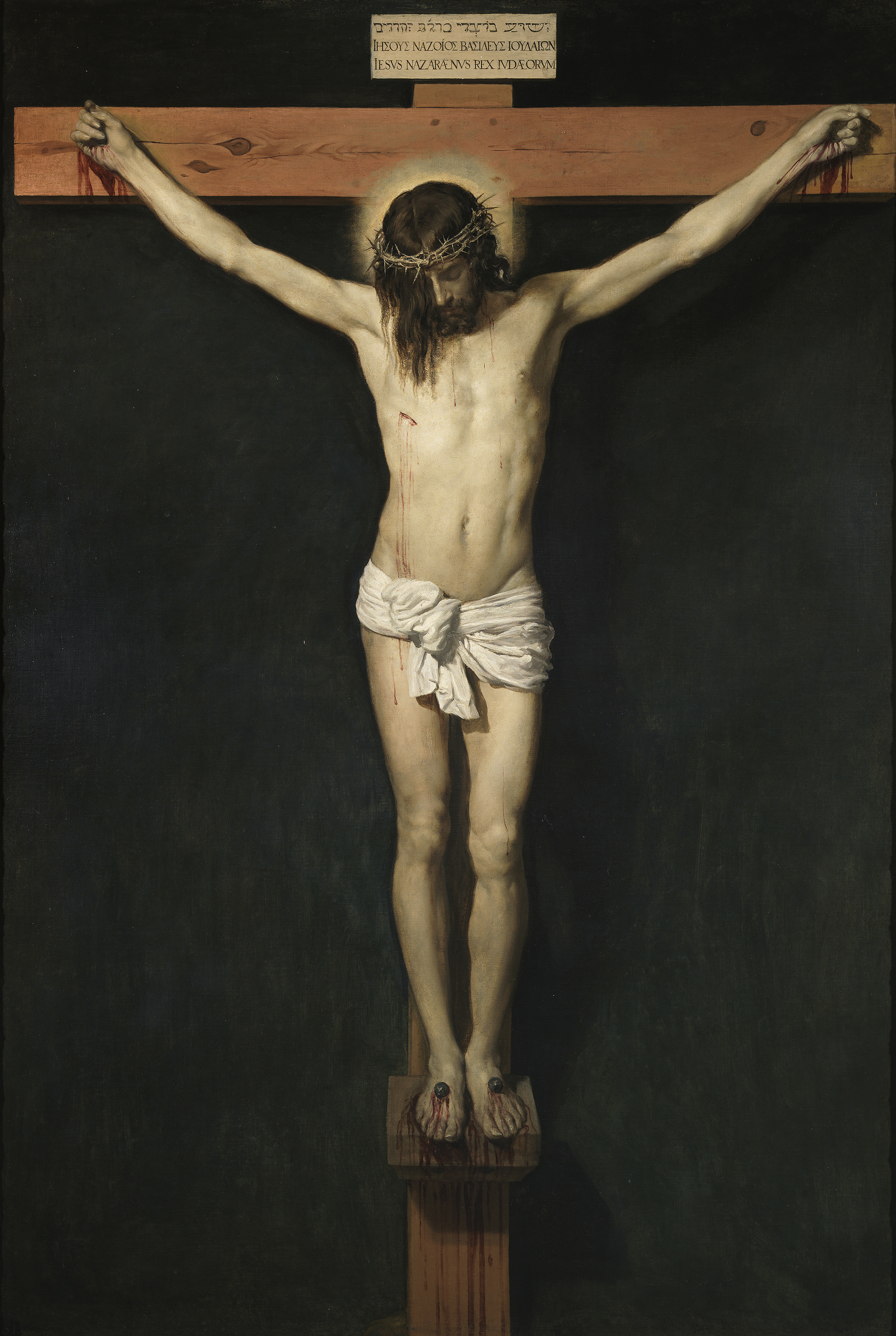
Crist crucificat (1631)

Durant aquest període, també per encàrrecs reials, efectua treballs religiosos, en què presenta un esquema classicista que procedeix dels pintors italians. Cal destacar el Crist crucificat, la Temptació de sant Tomàs d'Aquino, i el Crist flagel·lat i l'ànima cristiana.
- El Crist crucificat, destinat al convent benedictí de San Plácido, va ser realitzat cap al 1631 per encàrrec de Felip IV (segons una llegenda, per expiar l'amor del rei per una novícia del convent). Aquesta pintura presenta un cànon clàssic, amb un cos «apol·lini», el cap lleugerament abatut sobre el cos, del qual tan sols s'entreveu la meitat del rostre, ja que l'altra part es troba oculta per flocs de cabell que cauen des de la corona d'espines; aquest és l'element més dramàtic de la pintura. Els tons clars del cos contrasten fortament amb el fons fosc, que junt amb el tractament anatòmic del nu, permet que l'obra transmeti una gran serenitat, i és una de les representacions més belles del crucificat de la història de la pintura.[73] Com afirma Cumberland referint-se al geni de Velázquez, «amb aquesta figura hauria estat suficient per ser immortal».[74] Els peus estan recolzats sobre una peanya i l'un al costat de l'altre, amb el seu clau respectiu; estan col·locats segons la recomanació iconogràfica que li va fer el seu sogre, Pacheco, censor de la Inquisició espanyola. Crida l'atenció la inscripció realitzada sobre la figura, amb el detall de totes les lletres i no abreujada en la forma habitual, INRI (Jesús de Natzaret rei dels jueus), i escrita en tres llengües: hebreu, grec i llatí.[75]
- La Temptació de sant Tomàs d'Aquino d'Oriola. Aquesta mateixa serenitat i equilibri es pot apreciar en aquesta obra realitzada en el mateix període artístic.[76]

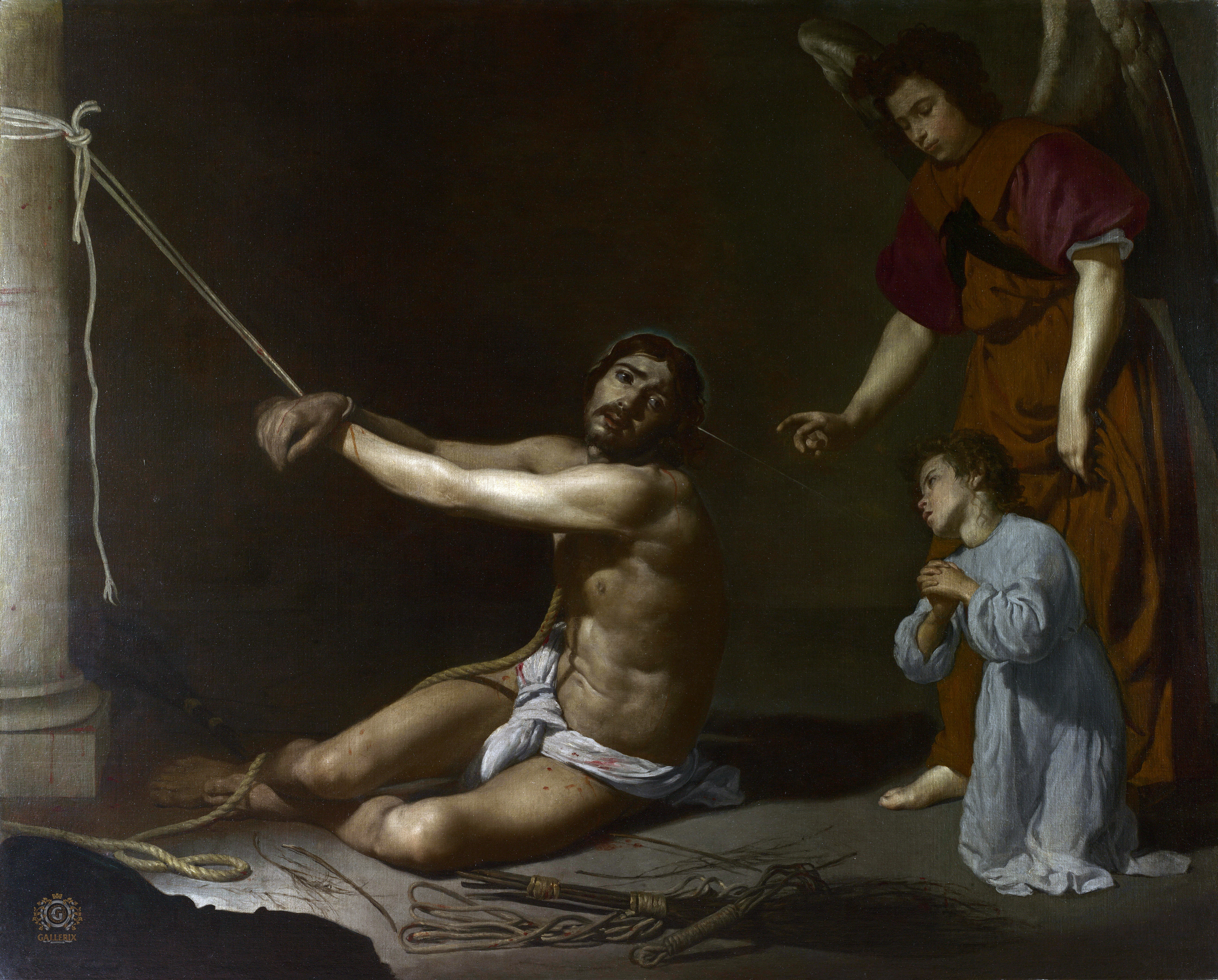
Crist flagel·lat i l'ànima cristiana

- El Crist flagel·lat i l'ànima cristiana és una pintura religiosa molt diferent. Representa una escena de la Passió, i no es té notícia que mai hagués estat representada d'aquesta manera la iconografia emprada per al Crist lligat a la columna. L'escena està situada entre els moments de la flagel·lació i la coronació d'espines.[77] Col·locats en un primer pla, a terra, a manera d'un estudi de natura morta, es troben els fuets del càstig que li han infligit; tanmateix, conserva els braços lligats, en una composició horitzontal. El noi que representa l'ànima cristiana, està amb el seu àngel de la guarda, que li mostra el Salvador. Es creu que podria ser un quadre de caràcter votiu, dedicat per uns pares que havien demanat que es representés el seu fill com un devot de la passió de Jesús.[78] La figura de Crist té un cos on es veu una musculatura robusta, que podria haver estat influïda pel Crist de la Minerva de Miquel Àngel. El color és blavós, i el cos nu està realitzat amb pinzellades de grans traços sobre una emprimació de fons, d'un color bru vermellós.[79]

Altres pintures religioses destacables del període van ser La coronació de la Mare de Déu, pintada per a l'oratori de la reina, en què la composició i el colorit és semblant a les emprades pel Greco, i Sant Antoni abat i Sant Pau l'Eremita, que es troba a l'ermita de Sant Antoni, al palau del Buen Retiro de Madrid.

## Segon viatge a Itàlia

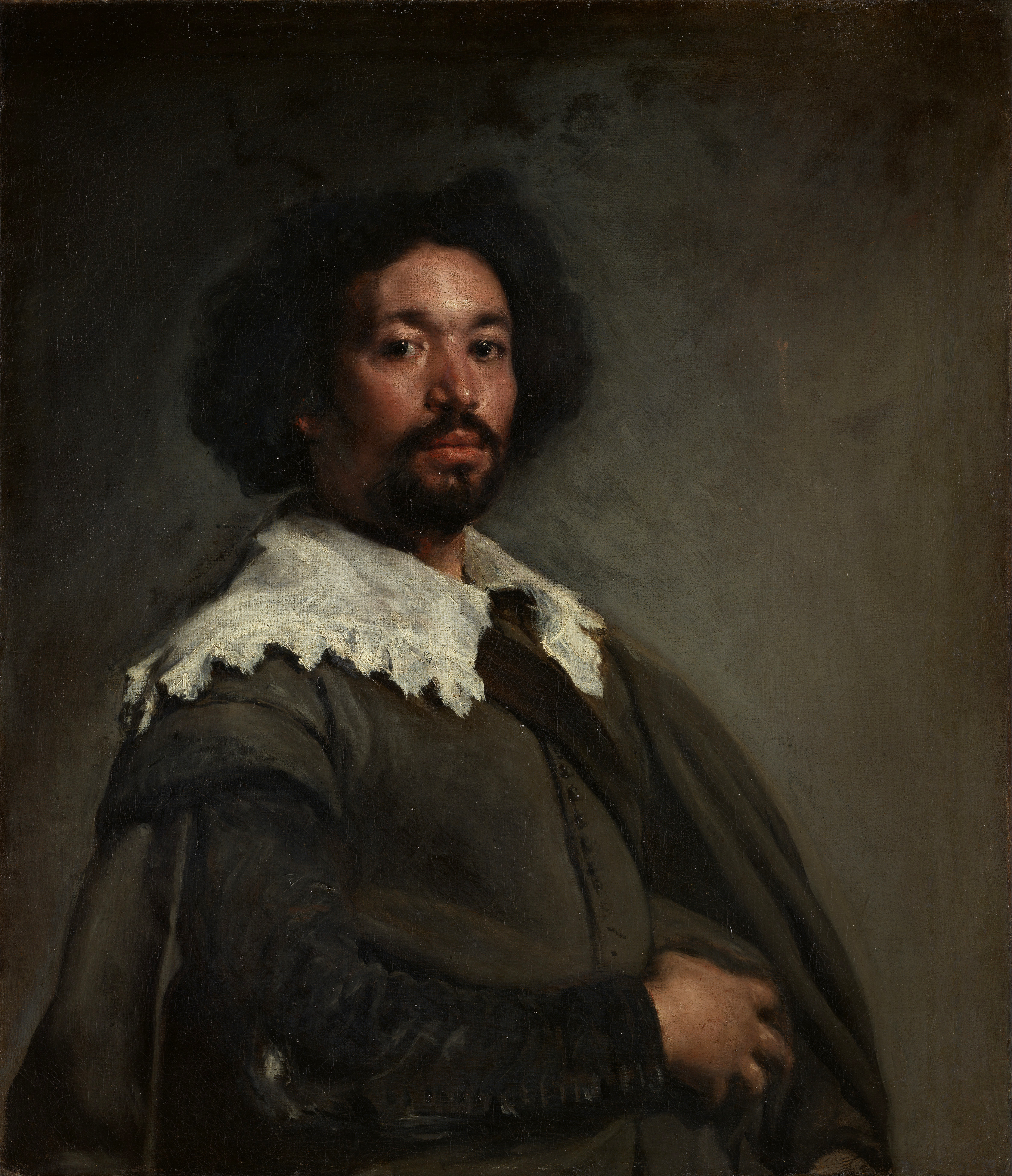
Retrat de Juan de Pareja (1650) al Metropolitan Museum of Art

El rei va proposar a Velázquez un segon viatge a Itàlia, amb l'encàrrec de la compra de pintures i estàtues de l'antiga Roma. Va partir a finals del 1648, junt amb Jaime Manuel de Cárdenas, que era l'encarregat d'anar fins a Trento per rebre la futura esposa del rei, Marianna d'Àustria, filla de l'emperador Ferran III. El gener de 1649, va embarcar des de Màlaga en direcció a Gènova; en arribar a la ciutat es dirigí a Milà, on pogué admirar grans obres de la pintura i l'escultura, com El Sant Sopar de Leonardo da Vinci. A Venècia adquirí pintures de Tintoretto i Paolo Veronese. Gràcies a l'encàrrec del rei, va ser ben rebut en totes les ciutats per les quals passà; visità Florència i Mòdena, on conegué l'obra d'Antonio da Correggio, i admirà la magistral Assumpció de la Mare de Déu d'aquest pintor, situada a la cúpula de la catedral de Parma. Després d'una breu estada a Nàpols es dirigí cap a Roma. Tots aquests primers mesos es dedicà a fer visites i adquirir obres d'art.

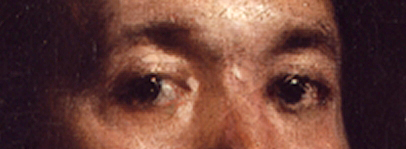
Detall de la mirada del Retrat de Juan de Pareja

La primavera de 1650, arribà a Roma, i allà és quan es decideix a pintar. Un dels primers retrats que realitza és el del seu esclau Juan de Pareja, que es conserva al Metropolitan Museum of Art de Nova York. Els reduïts colors que empra recorden els tons de les seves primeres pintures. La figura està realitzada amb una àmplia gamma de marrons, i ressalta el detall del coll d'encaix blanc i, especialment, la mirada d'ulls penetrants i una mica desdenyosa, que és el detall que més crida l'atenció de l'obra. Amb l'èxit que obté amb aquest retrat, i d'altres que va realitzar, com El barber del papa i el Cardenal Camillo Massimi, aconsegueix ser admès a la prestigiosa Acadèmia de Sant Lluc i la dels Virtuosos del Panteó.

### Retrat d'Innocenci X

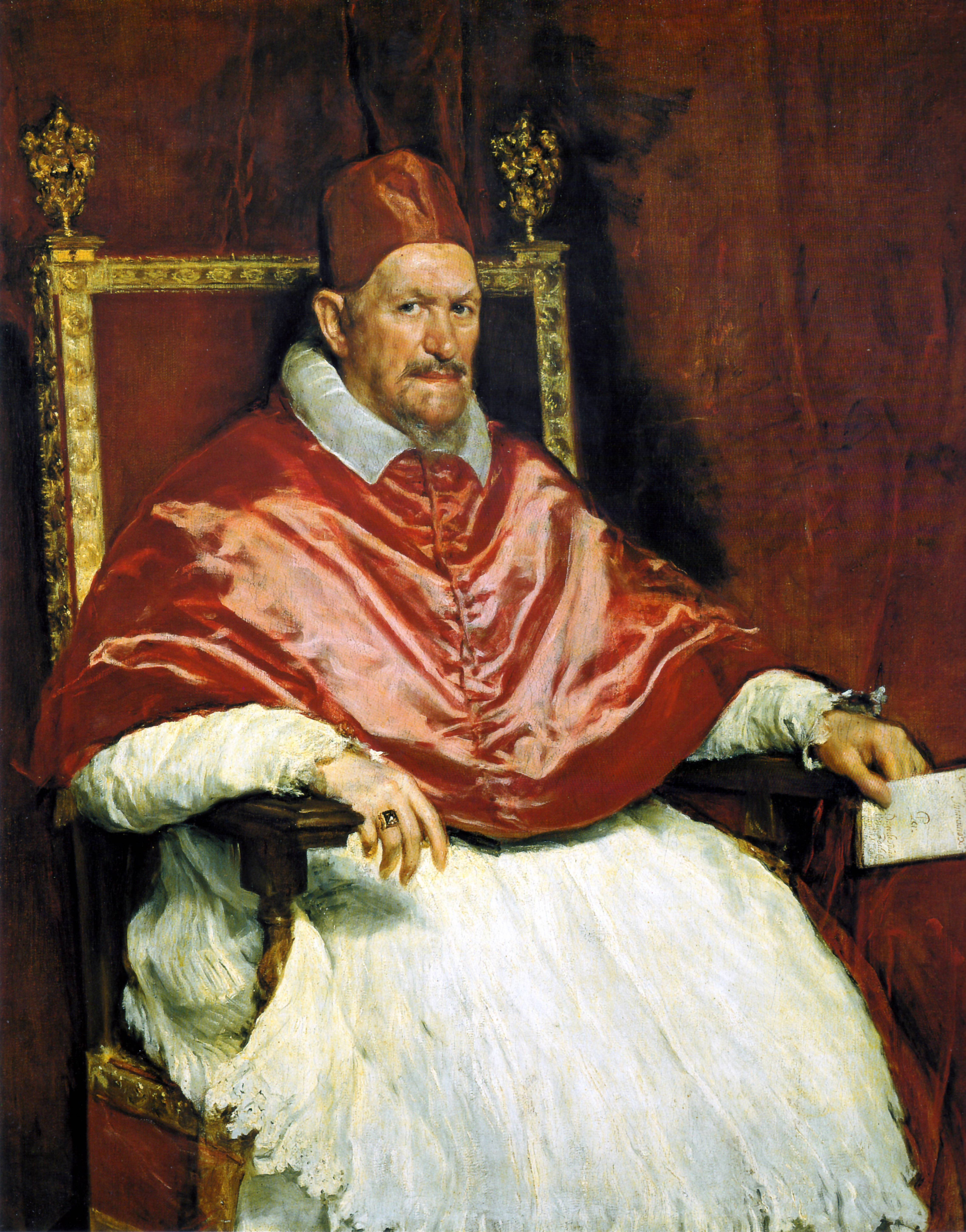
Retrat d'Innocenci X (1650) a la Galleria Doria-Pampili a Roma

Sens dubte, entre tots els retrats, el que va ser capaç de penetrar millor en la psicologia del personatge va ser el dedicat al papa Innocenci X. L'expressió del rostre és molt tensa, amb una arrufada de celles que fa palesa la rigidesa del seu caràcter.
Tècnicament, el retrat és elogiat per la seva arriscada selecció del color, amb vermell sobre vermell: sobre un cortinatge vermell, ressalta la butaca vermella, i sobre aquest la vestidura del papa. Aquesta superposició de vermells no aconsegueix d'esclafar el vigor del rostre del papa. Velázquez no idealitza el cutis del papa i, en lloc de donar-li un to nacrat, el representa amb un to vermellós i amb una barba amatinada, més en correspondència amb la realitat. Es va considerar correcte que, com a pintor de cambra, tan sols cobrés honoraris del rei espanyol.
S'ha dit que, quan el papa va veure acabada l'obra, va exclamar, una mica desconcertat: Troppo vero! ('massa veraç'), encara que no va poder negar la seva qualitat. El pontífex va obsequiar Velázquez amb una medalla amb el seu retrat i una cadena d'or, que figurarien entre els béns del pintor quan aquest va morir.

### Venus del mirall
A pesar que no se sap amb certesa la data de la realització de la Venus del mirall, es creu que aquesta obra va ser pintada durant la seva última estada a Itàlia, cap al 1651, any en què apareix citada en un inventari de les possessions de Gaspar de Haro i Guzmán, un familiar del comte duc d'Olivares.

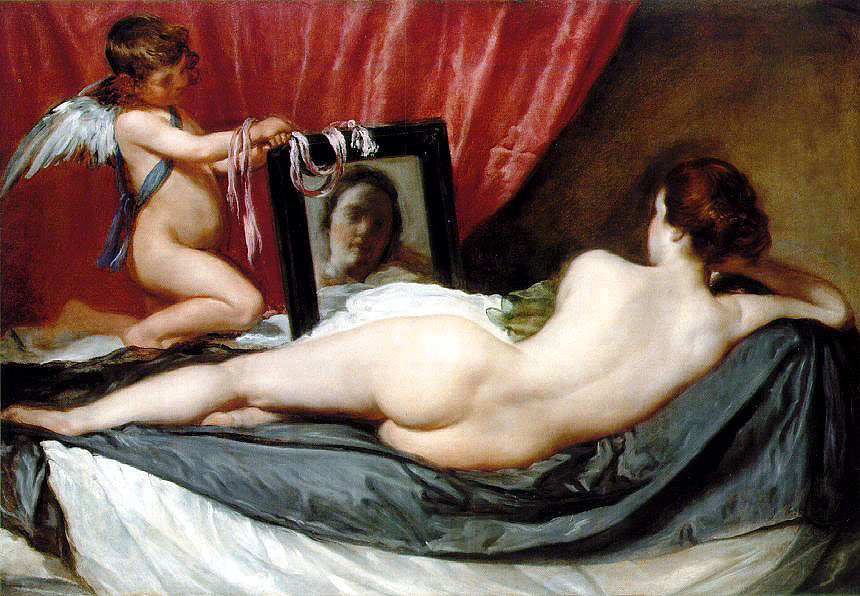
Venus del mirall a la National Gallery de Londres

La seva composició recorda els models italians com, per exemple, la Venus d'Urbino de Ticià, i el caràcter íntim sembla inspirat en obres com la Venus adormida del pintor venecià Giorgione. És el tema clàssic de Venus, la dea romana de l'amor i la bellesa, i Cupido. En la seva composició, apareix Venus recolzada al seu llit, i està girant l'esquena a l'espectador; en l'antiguitat, aquest tipus de representació en què la figura femenina està d'esquena era un motiu eròtic, visual i literari, molt comú.
El seu fill Cupido té a les seves mans una cinta rosa de seda, que està doblegada sobre el mirall que sosté. S'interpreta com el símbol de l'amor vençut per la bellesa. S'usen els colors vermells, blanc i gris; estudis recents han demostrat que el llençol gris fosc era, de fet, d'un color malva intens. Anys més tard, Velázquez tornarà a fer servir el recurs del mirall que reflecteix el rostre de la dea en Las Meninas; els retrats de Felip IV i la seva esposa apareixen reflectits al mirall que apareix a la pintura. En la Venus del mirall, per damunt de tot, apareixen pinzellades soltes i no es concreten les formes. Aquesta lleugeresa permet de veure les correccions que va realitzar l'artista en el seu moment, com el gest del braç de Venus que al principi es trobava en una posició més alta; també va corregir els contorns del mirall, el traç de l'espatlla i el dors de Cupido. No s'ha conservat cap més nu de Velázquez, però se sap que per encàrrec de Felip IV va realitzar-ne d'altres amb una temàtica similar, com el de Venus i Adonis i Cupido i Psique.

## Darrers anys
Davant els avisos, fets pel rei Felip IV, perquè tornés com més aviat millor, va haver de fer el viatge per mar en lloc de, com volia el pintor, per terra i passant per França. El juny de 1651 el vaixell atracava al port de Barcelona. En documents de la cort, consta que el 29 de novembre d'aquest any se li va pagar el salari com a pintor de cambra de tot el temps que havia estat absent.
Un any després de la seva tornada d'Itàlia, el càrrec d'«aposentador reial» va quedar vacant; era un càrrec que es considerava molt important i honorable. Velázquez el va sol·licitar. Entre les tasques que eren responsabilitat del càrrec, hi havia la d'ocupar-se de l'interior de les cambres del monarca, de l'organització dels viatges reials, els preparatius i decoracions de les festes públiques, torneigs i balls; les sol·licituds presentades passaven pel consell d'administració de la Casa Reial, i el 16 de febrer de 1652, en l'informe presentat amb la relació dels aspirants, el rei va escriure al marge: «Anomeno Velázquez». A causa de la feina que li comportava el nou càrrec va haver de reduir la seva activitat pictòrica.
Tanmateix, potser amb la col·laboració d'algun ajudant, va pintar retrats de la nova reina Marianna d'Àustria, i una gran quantitat de retrats del príncep i les infantes (Maria Teresa i Margarida), que s'utilitzaven per a enviar-los als seus futurs marits, així com el Retrat de l'infant Felip Pròsper. També retratà el rei; va ser una imatge del bust i anava abillat amb unes robes més senzilles que en altres ocasions. El que cal destacar d'aquest retrat són els signes de cansament físic del monarca, causat per l'edat i les preocupacions del seu regnat. Existeixen dues versions de la pintura: una al Museu del Prado i una altra, posterior, que es diu que és l'últim retrat que li va fer al rei, l'any 1657, i que es troba a la National Gallery de Londres.
| Infanta Margarida | Infanta Margarida | Infanta Maria Teresa | Príncep Felip Pròsper |
| Els dos primers retrats corresponen a la infanta Margarida, pintats el 1653 i 1659; el tercer és de la infanta Maria Teresa (1652) i el quart és el del príncep Felip Pròsper (1659). Tots estan al Kunsthistorisches Museum de Viena |                   |                      |                       |

### Les filadores
Al voltant de l'any 1656 va realitzar un encàrrec per a Pedro de Arce, un personatge influent a la cort de Madrid. Durant molt de temps, es va creure que aquest quadre entrava dins la pintura de gènere i que es mostrava simplement una escena de treball en un taller de tapissos. Les filadores, anomenada també la Faula d'Aracne, és una de les grans obres pictòriques dels últims anys. Usa un esquema de narració molt propi de l'estil barroc; relata el tema de la pintura en un segon pla, que és on es desenvolupa l'argument del mite clàssic de Les metamorfosis (llibre VI) d'Ovidi: Minerva converteix Aracne, una teixidora molt hàbil, en una aranya; el càstig és per haver tingut l'atreviment de desafiar-la en l'art de teixir.
| Les filadores |
| Les filadores, 1658 (222 cm x 293 cm). És un llenç de Velázquez, conservat al Museu del Prado. Aquesta obra és un dels màxims exponents de la pintura barroca espanyola i és considerada com uns dels grans exemples del mestratge de Velázquez. |
| Per veure amb detall l'estil de Velázquez, feu clik sobre la imatge i apareixeran successives ampliacions del quadre. |

En un primer pla, la jove que està d'esquena és Aracne que treballa molt àgilment; a l'esquerra, fingint ser una anciana, la dea Minerva, que fa servir la filosa. Se sap que és Minerva perquè Velázquez pinta la seva cama al descobert i s'aprecia una llisor d'adolescent. Un dels últims canvis que va fer Velázquez a la pintura va ser, a la part esquerra, la incorporació d'una dona que està apartant la cortina.
Els colors que empra són quasi monocroms, amb capes de pintura molt fines i diluïdes, fent servir una pinzellada molt solta que recorda la dels impressionistes de dos segles més tard. En aquest quadre destaca la «perspectiva aèria» que aconsegueix crear, la il·lusió que hi ha aire entre les figures, aire que esfuma els seus contorns. Amb una gran habilitat, sembla dotar de moviment les figures, la filosa, que sense veure'n els radis fa la sensació que gira, i també el personatge de la dreta, que sembla que tingui sis dits a la mà, perquè entenguem la rapidesa amb què tracta la llana.

### Las Meninas
L'any 1656, Velázquez va realitzar Las Meninas, un retrat de la família reial en què fins i tot els buits estan carregats de sentit; fent ús d'un llenguatge simbòlic, va fer del quadre una exaltació de l'art de la pintura. A partir d'un tema cortesà, la princesa Margarida i tots els seus acompanyants, Velázquez aconsegueix transformar aquesta primera intenció amb un retrat també dels reis, que malgrat quedar fora de l'escena apareixen reflectits al fons, dins d'un mirall. Àdhuc, té l'atreviment d'implicar-se i fer el seu propi autoretrat.
| Detall de Las Meninas on s'aprecia el seu últim estil: traços llargs i pinzellades breus amb tocs de llum, fonamentalment als vestits.     |
| Detall de Las Meninas en què s'aprecia el seu últim estil: traços llargs i pinzellades breus amb tocs de llum, fonamentalment als vestits. |
| Per veure amb detall l'estil de Velázquez, amplieu fent clik sobre la imatge i apareixeran successives ampliacions.                        |

Aconsegueix, sens dubte, un ambient espacial, fent ús dels jocs de llums en una suau transició dels tons, des de la claror del primer terme –reflectida al vestit i el daurat dels cabells de la infanta–, fins a la penombra de les figures que se centren en un segon pla; a més, cal destacar l'efecte extraordinari pel que fa a la perspectiva que crea amb el cop de llum solar a la porta que s'obre al fons de la composició. Amb l'espai quasi buit que els personatges tenen al damunt, i amb la quantitat de tons foscs, que ocupen la meitat de la pintura, es veu clarament que la intenció de Velázquez era la d'establir la proporció entre les altures de les figures i la superfície del quadre. La realitat d'una escena, que sembla habitual, queda captada com una instantània.
El sistema de l'aplicació dels colors és el dels darrers temps: zones de colors neutres amb alguns tocs de colors i l'ús de llums intenses, traços amplis i amb comptades però precises pinzellades, lleugeres capes de color verdós, blanc, i algunes petites taques de vermell... el geni del pintor es demostra amb com matisa per poder realitzar el clarobscur i així aconseguir el modelatge absolut de les figures.

### Cavaller de l'orde de Sant Jaume

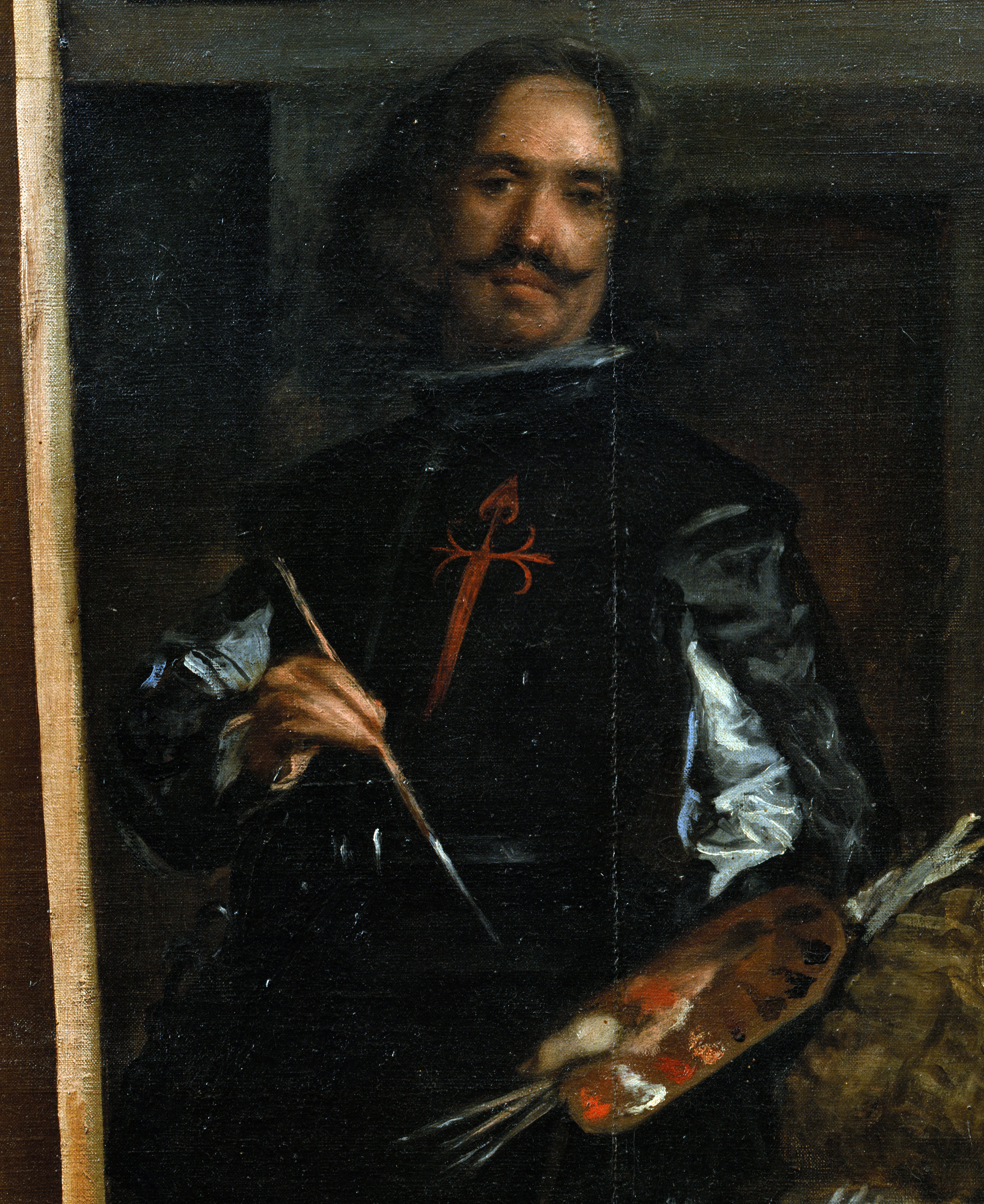
A l'esquerra del quadre de Las Meninas, es troba el pintor davant d'una gran tela; es considera que aquest és el millor autoretrat de Velázquez. Sobre el seu pit es troba l'emblema de l'orde de Sant Jaume, que va ser pintat posteriorment

Durant molt de temps, Velázquez, com d'altres pintors, intentà veure reconeguda la seva activitat pictòrica com una professió liberal, intel·lectual i creativa, no sols com un artesà. Durant la seva llarga estada a palau, gràcies als càrrecs rebuts, aconseguí el respecte de les persones que l'envoltaren. Però la seva màxima aspiració era pertànyer a l'orde de Sant Jaume, institució que no acollia ningú que es dediqués a un treball manual i, a més a més, calia demostrar una ascendència noble. La sol·licitud de Velázquez va iniciar un llarg procés i un debat per part del Consell d'Ordes Militars; van aportar la seva declaració 148 testimonis i la seva petició va ser rebutjada per no trobar cap ascendència noble per part de la seva àvia paterna i els seus avis materns. Finalment, gràcies a les dues dispenses del papa Alexandre VII (9 de juny de 1659 i 7 d'octubre de 1659), el 28 de novembre de 1659 obtingué el títol de cavaller.
L'últim encàrrec relacionat amb la seva ocupació d'allotjador de palau, va ser la preparació de la trobada a l'illa dels Faisans, després de la pau dels Pirineus, entre Felip IV de Castella i Lluís XIV de França, amb motiu del compromís entre aquest i la infanta Maria Teresa.

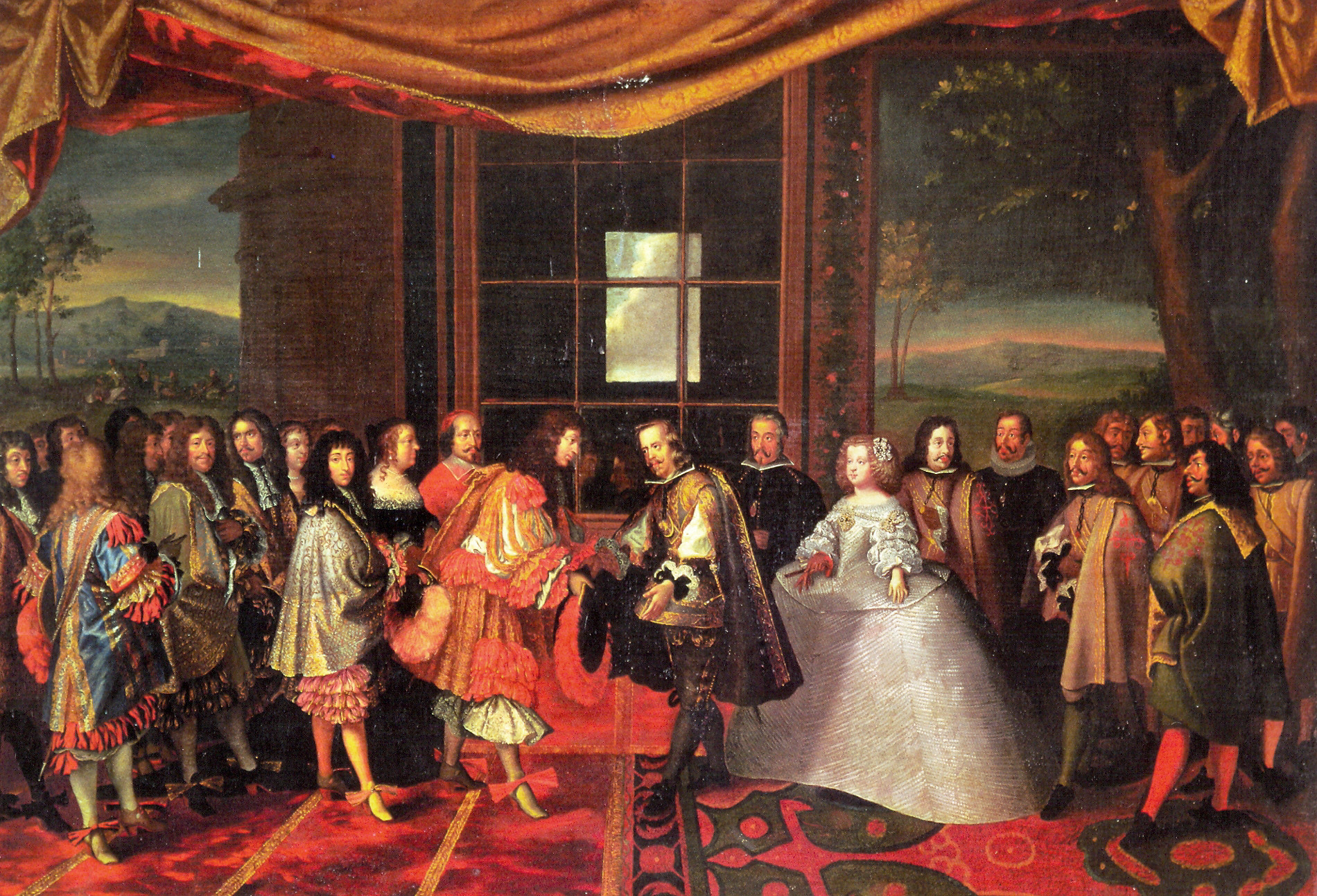
Entrevista entre Lluís XIV de França i Felip IV de Castella a l'illa dels Faisans, on s'aprecien la infanta Maria Teresa, futura reina de França i, darrere seu, Velázquez. Obra de Laumosnier

El 15 d'abril de 1660, va partir la comitiva de Madrid. Velázquez, amb tres ajudants, ho havia fet un dia abans per poder encarregar-se de la preparació del viatge, amb els actes de rebuda i allotjament per totes les ciutats que havia de passar el seguici. Havien de travessar Castella, per arribar a Sant Sebastià i des d'allà arribar a la petita illa dels Faisans, situada al riu Bidasoa, on s'havia edificat un efímer palau per a l'ocasió. El 7 de juny va tenir lloc el lliurament de la infanta, en què segons Antonio Palomino, «Velázquez va estar present en tots els actes». L'endemà, es va emprendre el viatge de tornada, cosa que representà una feina similar per a Velázquez, fins que, finalment, el 26 de juny van entrar a Madrid. Poc després Velázquez va emmalaltir i el 6 d'agost de 1660, als seixanta-sis anys, va morir. Va ser enterrat amb les vestidures de l'orde de Sant Jaume, a l'església de San Juan Bautista de Madrid. Segons Ceán Bermúdez: «set dies més tard, el 14 del mateix mes, va morir la seva vídua, que va ser sepultada al costat del cadàver del seu marit».
A més a més dels escrits de Francisco Pacheco sobre la joventut del pintor, i de la biografia d'Antonio Palomino, obra pràcticament contemporània del pintor, es disposa de molts documents administratius sobre els esdeveniments que li van succeir. Tanmateix, res no se sap de les seves cartes, escrits personals, amistats o vida privada, que permetrien d'indagar detalls de la seva vida, del seu treball i el seu pensament. I això fa difícil una bona comprensió de la personalitat de l'artista.
Es coneixen els seus interessos pels llibres. La seva biblioteca, molt nombrosa per a l'època, estava formada per 154 exemplars de temàtiques molt diverses: matemàtiques, geometria, geografia, mecànica, anatomia, arquitectura i teoria de l'art. Recentment, diversos estudiosos, analitzant aquests llibres, han intentat aprofundir en la compressió de la seva personalitat.

## Evolució de l'estil

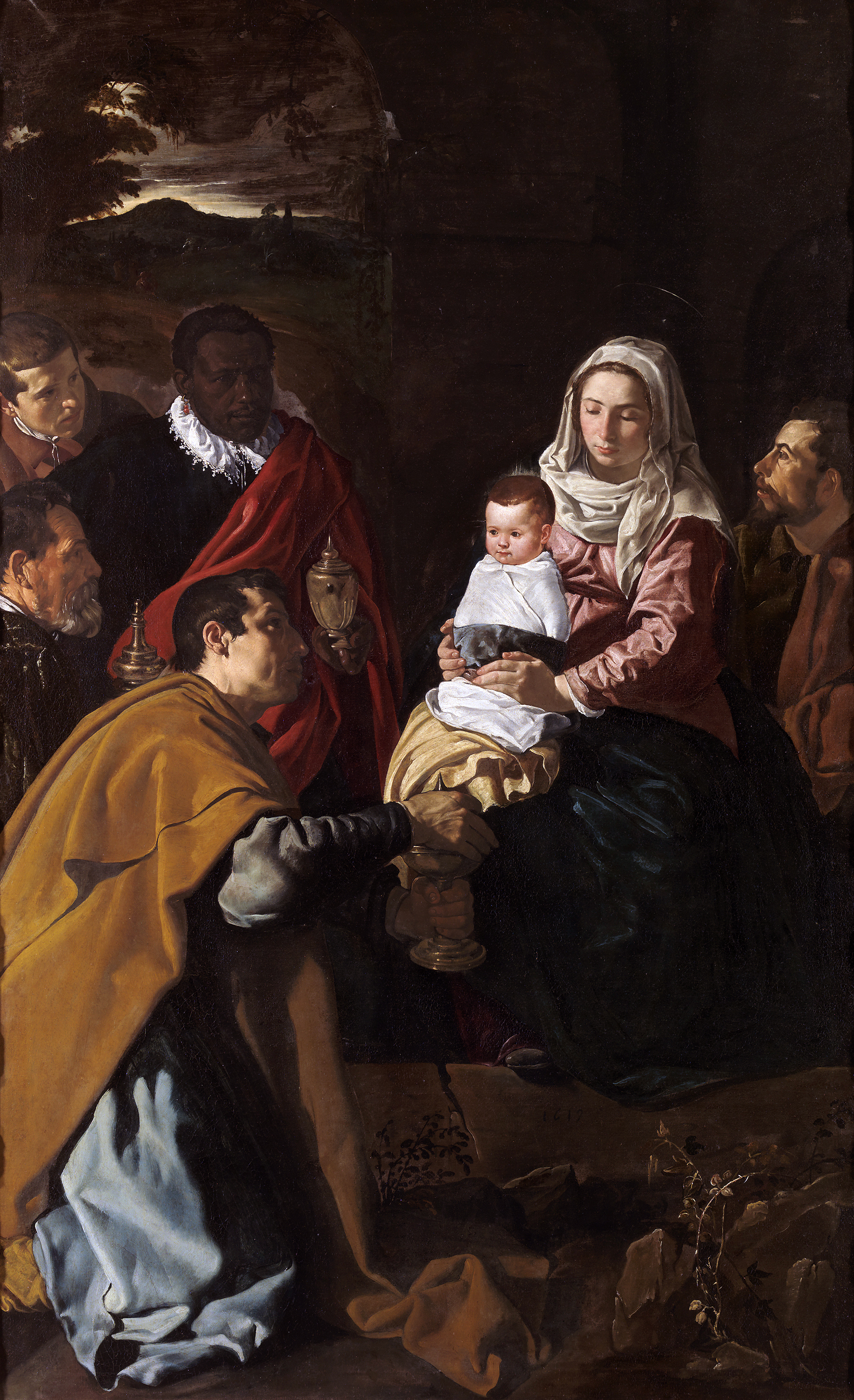
Adoració dels mags (1619), en què els models són la pròpia família de Velázquez

Les primeres obres de Velázquez realitzades a Sevilla són pintures sobretot de gènere, i segueixen les ensenyances del seu mestre, procurant la còpia del natural i amb una influència del tenebrisme de Caravaggio, que comporta l'ús de tons foscs als fons i un dibuix ben definit. Els personatges són models del poble, que apareixen formant part de les natures mortes, com s'observa en Vella fregint ous o l'Aiguader de Sevilla. També tracta temes religiosos, obres en les quals utilitza les tècniques del realisme junt amb la iconografia ben definida també pel seu mestre, com s'aprecia al Sant Joan Evangelista a Patmos o en l'Adoració dels mags; els models pertanyen a la mateixa família del pintor. Per a Velázquez, el que representava l'obra d'art era el correcte acabat de les obres atenent al mínim detall.
Establert a Madrid, evoluciona cap a un realisme més lluminós, sobretot a partir del seu viatge per Itàlia durant dos anys; allà va assimilar el cromatisme de la pintura veneciana i realitzà un profund estudi dels grans mestres italians del Renaixement. Això es pot palesar en les pintures La forja de Vulcà i La túnica de Josep, en què s'aprecien models escultòrics inspirats en l'obra de Miquel Àngel, i el clarobscur de Guercino.
De retorn a Madrid, va començar una recerca de la profunditat espacial, evolucionant dels perfils ben assenyalats de l'etapa anterior a l'esfumat de les línies; d'aquesta manera va aconseguir destacar tota la força psicològica dels personatges, mitjançant punts lluminosos a les seves mirades. Encara que van ser molts els retrats efectuats per Velázquez, destaquen, per la captació humana dels personatges, el del papa Innocenci X, el Retrat de Juan de Pareja, i tota la família reial. A la sèrie dels bufons i nans, s'observa un to malenconiós; es pot afirmar que el pintor va aconseguir donar-los un tractament digne.
Va estudiar la composició del natural, però també ajudant-se de gravats i de la col·lecció de pintura reial que tenia al seu abast. Va utilitzar exclusivament la pintura a l'oli i normalment treballava directament sense fer cap esbós previ. Això feia possible la gran espontaneïtat que mostren la majoria de les seves obres, però, d'altra banda, implicava la correcció posterior de les pintures; de vegades, també en obres que s'havien acabat feia temps, correccions que s'aprecien en alguns dels personatges d'Els borratxos, al cavall del Retrat eqüestre de Felip IV, en La rendició de Breda i en la Venus del mirall.
Els treballs realitzats en la darrera dècada de la seva vida són un bon model artístic, tant per la seva composició i tècnica, com per l'estudi dels valors d'una manera enigmàtica i plena de símbols. Va aconseguir dominar les formes mitjançant una pinzellada fluida i amb un gran domini de la perspectiva aèria. En Las Meninas i Les filadores va fer servir la degradació de les tonalitats, i d'aquesta manera aconsegueix el domini de la tècnica de la pintura. En aquestes, obté els efectes de profunditat amb la sàvia utilització dels punts de llum i tenint present els diferents plans dintre dels quadres. A més a més, va transmetre tot un món d'al·legories en les seves emblemàtiques composicions. La inalterabilitat dels colors sembla estar relacionada amb les lleugeres capes de color que va fer servir.
Una de les causes per les quals, es diu, va aconseguir l'efecte tècnic desitjat utilitzant unes poques pinzellades, podria ser la hipermetropia, deficiència que acostuma a aparèixer cap als cinquanta anys, i que el va abocar a renunciar al detall i aconseguir el resultat definitiu a una distància més llarga del quadre.
Va ser un gran precursor de la pintura del segle xix. Les seves pinzellades lleugeres unides als tons del seu cromatisme, van fer que anticipés quelcom de la pintura impressionista, com es copsa en les pintures d'Edouard Manet o Claude Monet.
Manet va pintar El pifre influït pels retrats de Velázquez que havia admirat al Museu del Prado. Particularment, li va impressionar el Pablo de Valladolid, un retrat d'un actor de l'època, en què desapareixen el fons o qualsevol objecte que serveixi de referència, excepte la mateixa ombra del personatge. Manet va escriure al seu amic, el pintor Henri Fantin-Latour:
| « | Potser el tros de pintura més sorprenent que s'hagi realitzat mai és el quadre que té per títol Retrat d'un actor, cèlebre en l'època de Felip IV (Pablo de Valladolid). El fons desapareix. És l'aire el que envolta l'homenet, completament vestit de negre i ple de vida. | » |

Com en el quadre del pintor espanyol, en El pifre Manet va crear un fons sense profunditat, on els plans verticals i horitzontal són tot just distingibles.

## Catàleg i museografia
Les obres de Velázquez que s'han conservat s'estimen entre cent vint i cent vint-i-cinc llenços, una quantitat relativament moderada si es considera que van ser quaranta anys de dedicació artística. Si a aquesta quantitat s'afegeixen diverses obres documentades però que s'han perdut, la xifra s'eleva a uns cent seixanta quadres. Durant els vint primers anys d'activitat va pintar unes cent vint obres, a raó de sis a l'any, mentre que en els darrers vint anys de la seva vida només va pintar uns quaranta quadres, en una mitjana de dos anuals. Palomino va explicar que aquesta reducció es va produir perquè les múltiples activitats de la cort li treien molt de temps.
El primer catàleg sobre l'obra de Velázquez, el va realitzar Stirling-Maxwell el 1848 i incloïa dos-cents vint-i-sis quadres. Els successius catàlegs d'altres autors han anat reduint el nombre de quadres autèntics fins a arribar a la xifra actual d'entre cent vint i cent vint-i-cinc obres. Dels catàlegs actuals, el més utilitzat és el de López Rey, publicat el 1963 i revisat el 1979; en la primera llista incloïa cent vint obres i en la revisió de 1979 n'eren cent vint-i-tres.
Actualment, el Museu del Prado de Madrid té unes cinquanta obres del pintor, la part fonamental de la col·lecció reial, mentre que en altres llocs i museus de Madrid se'n troben deu obres més.
Al Kunsthistorisches Museum de Viena es poden admirar deu quadres, entre aquests cinc retrats de l'última dècada. Aquests quadres, la majoria retrats de la infanta Margarida, eren enviats a la cort imperial de Viena perquè el seu cosí, l'emperador Leopold, que s'havia promès amb ella des del seu naixement, pogués seguir el seu creixement.
A la Gran Bretanya, hi ha una vintena de quadres i ja en vida de Velázquez hi havia afició per col·leccionar la seva pintura. És on existeixen més obres del període sevillà. Les natures mortes es troben en galeries públiques de Londres, Edimburg i Dublín. La major part d'aquestes obres van sortir d'Espanya durant la invasió napoleònica.
Als Estats Units es troba una altra vintena d'obres, de les quals la meitat es troben en museus de Nova York.